# كوبا
كوبا ورسميًا جمهورية كوبا (بالإسبانية: República de Cuba وتلفظ [reˈpuβlika ðe ˈkuβa]) دولة تقع في منطقة الكاريبي في مدخل خليج المكسيك، تتكون من جزيرة كوبا وجزيرة جوفينتود التي تبلغ مساحتهما الإجمالية 109,886 كم²، وعدّ‌ة أرخبيلات. هافانا عاصمة البلاد وأكبر مدنها، وسانتياغو دي كوبا ثاني أكبر مدن البلاد.
يزيد عدد سكان كوبا عن 11 مليون نسمة، وهي أكثر جزر الكاريبي كثافةً سكانية. يعيش 74,6% من السكان في المدن الحضرية، بينما يسكن 25,4% من السكان في المناطق الريفية. تدخلت عناصر عدَّة في تركيبة الشعب الكوبي وثقافته وعاداته، كشعبي تاينو وسيبوني وهما من السكان الأصليين للجزيرة، وفترة الاستعمار الإسباني وفترة وصول العبيد الأفارقة وقُربها من الولايات المتحدة. وكوبا عضوٌ في كل من حركة عدم الانحياز ومنظمة الدول الأمريكية والاتحاد اللاتيني.

## أصل التسمية
يعود اسم «كوبا» للغة تاينو، وعلى الرغم من أن المعنى الدقيق للكلمة غير واضح، إلا أنه يمكن ترجمتها على أنها إما «حيث الأراضي الخصبة وفيرة» (كوباو)، أو «المكان العظيم» (كوابانا). كما يعتقد بعض العلماء، أن كريستوفر كولمبوس أطلق عليها اسم «كوبا» نسبة إلى البلدة كوبا القديمة في منطقة بيجا في البرتغال.

## التاريخ

### حقبة ما قبل كولمبوس
قبل وصول الإسبان، قَطَنَ الجزيرة شعوب أمريكا الأصليون المعروفون باسم تاينو وسيبوني الذين هاجر أجدادهم من البر الرئيسي من شمال ووسط وجنوب الأمريكيتين إلى كوبا قديمًا. أطلق شعب التاينو اسم كوابانا على الجزيرة. احترف شعب تاينو الزراعة، بينما امتهن شعب سيبوني الصيد إلى جانب الزراعة. يعتقد البعض بوجود تجارة بارزة للنحاس حينها، حيث عُثِر على بعض القطع الأثرية من البر الرئيسي.

### الاستعمار الإسباني

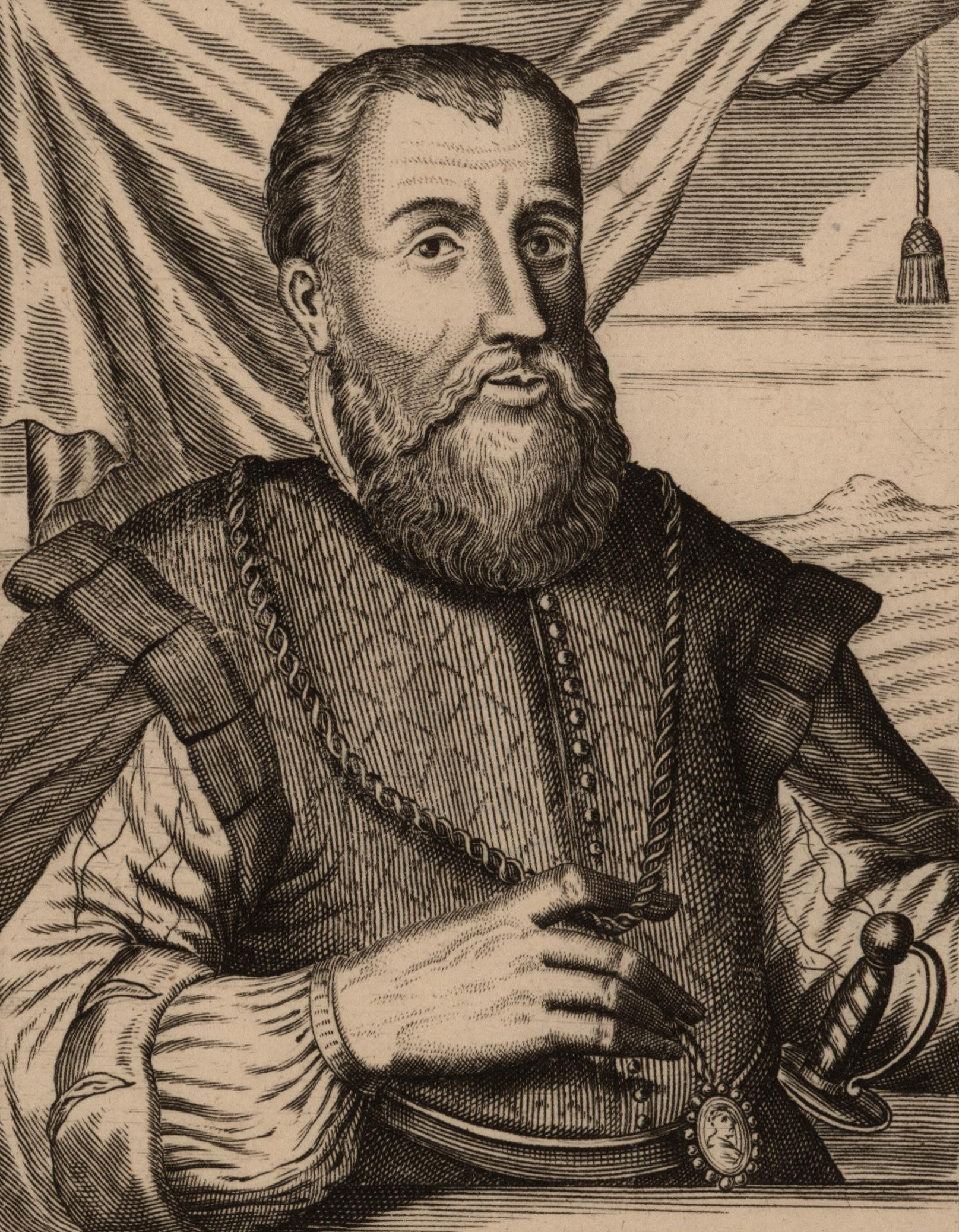
دييغو فيلاسكيز دي كوييار

وصل كريستوفر كولمبوس إلى كوبا في الثاني عشر من أكتوبر/ تشرين الأول من عام 1492 بالقرب مما يعرف الآن باسم باراكوا، وطالب بضم الجزيرة للمملكة الإسبانية،  وسماها جزيرة خوانا تيمناً بـ «خوان أمير أستورياس». وفي 1511، أسس دييغو فيلاسكيز دي كوييار أول مستوطنة إسبانية في باراكوا؛ تبعتها بعد ذلك بلدات أخرى بما في ذلك العاصمة المستقبلية سان كريستوبال دي لا هابانا، والتي تأسست في 1515. استعبد الإسبان ما يقرب من 100,000 من السكان الأصليين الذين رفضوا اعتناق المسيحية، وسخروهم في المقام الأول للبحث عن الذهب. وخلال قرن من الزمان، انقرض السكان الأصليون بسبب عوامل متعددة، كان من بينها الأمراض المعدية الأوروآسيوية والتي ساعد على انتشارها إلى حد كبير، غياب المقاومة الطبيعية فضلاً عن الحرمان الناجم عن الاستعمار القهري القمعي.
ظلت كوبا في حيازة الإسبان ما يقرب من 400 سنة (1511-1898)، حيث اعتمد الاقتصاد على المزارع والزراعة والتعدين وتصدير السكر والبن والتبغ إلى أوروبا ثم بعد ذلك إلى أمريكا الشمالية. كان العمال في الجزيرة أساساً من العبيد الأفارقة الذين جلبتهم بريطانيا، أثناء سيطرتها على غرب الجزيرة خلال حرب السنوات السبع. امتلكت نخبة صغيرة من ملاك الأراضي من المستوطنين الإسبان، السلطة الاجتماعية والاقتصادية، مدعومين من قبل الإسبان المولودين في الجزيرة (الكريول)، والأوروبيين الآخرين والعبيد الأفارقة. وصل تعداد السكان في عام 1817 إلى 630,980 نسمة، منهم 291,021 من البيض و 115,691 من السود الأحرار و 224,268 من العبيد السود.

### حروب الاستقلال
في عشرينيات القرن التاسع عشر، مع تمرد جميع المستعمرات الإسبانية في أمريكا اللاتينية، وشكلت دولاً مستقلة، بينما بقيت كوبا على ولائها لإسبانيا، بالرغم من مطالبة البعض بالاستقلال. دفع ذلك العرش الإسباني لمنحها شعار "La Siempre Fidelísima Isla" («الجزيرة الأكثر إخلاصًا دائمًا»). يرجع هذا الولاء إلى اعتماد المستوطنين الكوبيين على إسبانيا في التجارة والحماية من القراصنة، والحماية من ثورات العبيد، وأيضاً لخوفهم من تزايد نفوذ الولايات المتحدة أكثر من كرههم للحكم الإسباني.

#### حرب السنوات العشر
كان الاستقلال عن إسبانيا الدافع وراء تمرد عام 1868 بقيادة كارلوس مانويل دي سيسبيديس، مما أسفر عن صراع طويل الأمد عرف باسم حرب السنوات العشر. رفضت الولايات المتحدة الاعتراف بالحكومة الجديدة في كوبا، على الرغم من اعتراف العديد من الدول الأوروبية ودول أمريكا اللاتينية بها. وفي عام 1878، أنهت معاهدة زانخون الصراع، عندما وعدت إسبانيا بالمزيد من الحكم الذاتي لكوبا. وفي 1879-1880، حاول المناضل الكوبي كاليكستو غارسيا بدء حرب أخرى عرفت بـ«الحرب الصغيرة»، لكنه لم يحظ بالدعم.

#### الفترة الفاصلة بين الحروب
ألغي الرق في 1886، ورغم ذلك ظلت الأقلية ذات الأصل الأفريقي تعاني من الظلم الاجتماعي والاقتصادي. خلال هذه الفترة، أدى الفقر في المناطق الريفية في إسبانيا، الذي كان سببًا في اندلاع ثورة 1868 الإسبانية، والتي نشأ عنها زيادة الهجرة الإسبانية إلى كوبا.
خلال تسعينيات القرن التاسع عشر، تجددت الدعوات التي تنادي بالاستقلال، بسبب الاستياء من القيود المفروضة على التجارة الكوبية من قبل إسبانيا، والعداء المتزايد والسياسة القمعية للإدارة الأسبانية في كوبا. ولعدم وفاء إسبانيا بتنفيذ بعض بنود الإصلاح الاقتصادي في معاهدة زانخون.

#### حرب عام 1895
في عام 1892، أسس المنشق خوسيه مارتي الحزب الثوري الكوبي في منفاه في نيويورك، وذلك بهدف تحقيق الاستقلال الكوبي. في كانون الثاني 1895، سافر مارتي إلى مونتكريستيرتي في سانتو دومينغو لدعم جهود ماكسيمو غوميز. كتب مارتي وجهات نظره السياسية في مانيفستو مونتكريستي. بدأ القتال ضد الجيش الأسباني في كوبا يوم 24 فبراير/شباط 1895، لكن مارتي لم يتمكن من الوصول إلى كوبا حتى 11 أبريل/ نيسان 1895. قتل مارتي في 19 مايو/ أيار 1895 في معركة دوس ريوس. خلده موته، وأصبح بطلاً وطنيًا في كوبا.
فاق تعداد الجيش الإسباني عن 200,000 جندي، بينما كان جيش المتمردين أصغر من ذلك بكثير، واعتمد في معظمه على حرب العصابات وتكتيكات التخريب. بدأ الإسبان حملة من القمع، فجمع الجنرال فاليريانو فيلر الحاكم العسكري لكوبا سكان المناطق الريفية في ما وصف باسم «ريكونسينترادوس»، والتي وصفها المراقبون الدوليون بأنها «مدن محصنة». اعتبرت هذه القرى نموذجاً أولياً لمعسكرات الاعتقال في القرن العشرين. لقي ما بين 200-400 ألف مدني كوبي حتفهم من الجوع والمرض في المخيمات، طبقًا لإحصاءات الصليب الأحمر وعضو مجلس الشيوخ الأمريكي (ووزير الحرب الأمريكي السابق) ردفيلد بروكتور. لذا، احتجت الولايات المتحدة وأوروبا على السياسة الإسبانية في الجزيرة.

#### الحرب الأسبانية الأمريكية
وصلت البارجة الأمريكية «مين» إلى هافانا في 25 يناير / كانون الثاني 1898 لتوفير الحماية لـ 8,000 من أمريكي مقيم في الجزيرة، لكن الإسبان رأوا في ذلك تهديدًا لهم. وفي مساء يوم 15 فبراير / شباط 1898، تم تفجير البارجة في الميناء، مما أسفر عن مقتل 252 من طاقمها في تلك الليلة، بالإضافة إلى 8 آخرين توفوا تأثّرًا بجراحهم في المستشفى في الأيام التالية. عينت لجنة تحقيق بحرية برئاسة الكابتن وليام سامبسون لتقصي أسباب انفجار مين. وبعد معاينة الحطام والاستماع لشهادات شهود العيان والخبراء، أفادت اللجنة في 21 مارس / آذار 1898، أن تدمير مين كان ناتجًا عن «انفجار مزدوج حصل على السطح الخارجي للسفينة، الذي يمكن فقط أن ينجم عن لغم».
لا يزال الجدل حول الوقائع الحقيقية مستمرًا حتى اليوم، على الرغم من أن التحقيق الذي أجراه الأدميرال هيمان ريكوفر في عام 1976، أثبت أن الانفجار كان في الغالب نتيجة انفجار داخلي كبير ناجم عن احتراق الفحم الحجري سيئ التهوية الذي أشعل البارود في مستودع الذخيرة المجاور. لم تستطع الإدارة الأصلية عام 1898 تحديد هوية المسؤولين عن تلك الكارثة، ولكن الجماهير الأمريكية الغاضبة التي ألهبتها الصحافة النشطة ولا سيما «وليم راندولف هيرست»، حمّلت الإسبان المسؤولية وطالبت بالرد. أقر الكونغرس الأمريكي قرارًا يدعو إلى التدخل، وامتثل الرئيس ويليام مكينلي. تبادلت كل من إسبانيا والولايات المتحدة إعلان الحرب على بعضهما البعض في أواخر نيسان / أبريل.

### بداية القرن العشرين
وقعت الولايات المتحدة وإسبانيا معاهدة باريس (1898) والتي أنهت الحرب بينهما، وتنازلت إسبانيا بموجبها عن بورتو ريكو والفلبين وغوام لصالح الولايات المتحدة في مقابل مبلغ 20 مليون دولار. وبموجب المعاهدة نفسها، تخلت إسبانيا عن سيادتها الكاملة على كوبا. انتخب ثيودور روزفلت الذي شارك في الحرب الأمريكية الإسبانية والمتعاطف مع حركة الاستقلال الكوبية، رئيسًا ليخلف الرئيس مكينلي في عام 1901. ألغى روزفلت المعاهدة، ومنح كوبا الاستقلال رسميًا عن الولايات المتحدة في 20 مايو/ أيار 1902 تحت اسم جمهورية كوبا. وفي ظل الدستور الجديد لكوبا، يحق للولايات المتحدة التدخل في الشؤون الكوبية، والإشراف على شؤونها المالية وعلاقاتها الخارجية. وبموجب تعديل بلات، استأجرت الولايات المتحدة قاعدة خليج جوانتانامو البحرية في كوبا.
انتخب «توماس استرادا بالما» كأول رئيس لكوبا في عام 1906، إلا أنه واجه تمرداً مسلحاً من قبل قدامى المحاربين في حرب الاستقلال الذين انتصروا على القوات الحكومية الهزيلة. تدخلت الولايات المتحدة واحتلت كوبا، وعيّنت تشارلز إدوارد ماغون حاكما لمدة ثلاث سنوات. لسنوات عديدة بعد ذلك، عزا المؤرخون الكوبيون الفساد السياسي والاجتماعي في البلاد لحكم ماغون. أعيد الحكم الذاتي في عام 1908، عندما انتخب خوسيه ميغيل غوميز رئيسًا، لكن الولايات المتحدة واصلت التدخل في الشؤون الكوبية. في عام 1912، حاول حزب استقلال السود إقامة جمهورية مستقلة سوداء في مقاطعة أورينتي،  ولكن المحاولة تم قمعها من قبل الجنرال مونتياغودو، وأوقع عدد كبير من الضحايا.
خلال الحرب العالمية الأولى، شحنت كوبا كميات كبيرة من السكر إلى بريطانيا، حيث تجنبت هجوم الغواصات الألمانية بالتحايل بزعم أن الشحنات مرسلة للسويد. أعلنت الحكومة الكوبية الحرب على ألمانيا بعد إعلان الولايات المتحدة الحرب على ألمانيا بفترة وجيزة.
استمر الحكم الدستوري حتى عام 1930، عندما علق «جيراردو ماتشادو موراليس» الدستور. خلال فترة ماتشادو، جرى تنفيذ برنامج وطني اقتصادي مع تنفيذ العديد من المشاريع الرئيسية للتنمية الوطنية، بما في ذلك «كاريتيرا سنترال» وهو طريق رئيسي يربط أرجاء الجزيرة و«إل كابيتولو» (مقر الحكومة الكوبية). تضعضع حكم ماتشادو في أعقاب انخفاض الطلب على تصدير المنتجات الزراعية بسبب الكساد الكبير، الذي تزامن مع هجمات قدامى المحاربين أولاً، وفيما بعد من قبل المنظمات الإرهابية السرية.
خلال إضراب عام وقف فيه الحزب الشيوعي إلى جانب ماتشادو،  قام الضباط الكبار في الجيش الكوبي بنفي ماتشادو وتنصيب كارلوس مانويل دي سيسبيديس كيسادا، ابن مؤسس كوبا (كارلوس مانويل دي سيسبيديس)، رئيساً. في 4-5 أيلول / سبتمبر من عام 1933، أطاح انقلاب بدي سيسبيديس، وتشكّلت أولى حكومات رامون غراو. كان من بين الأحداث البارزة في هذه الفترة العنيفة، حصاري فندق ناسيونال دي كوبا وقلعة أتاريس. استمرت هذه الحكومة 100 يوم، لكنها أرست نزعات متطرفة جذرية في المجتمع الكوبي، ترفض تعديل بلات. في عام 1934، استبدل الجيش وفولجنسيو باتيستا غراو بـ«كارلوس منديتا».
انتخب باتيستا أخيراً رئيساً ديمقراطياً في انتخابات عام 1940،  ونفذت إدارته إصلاحات اجتماعية كبرى. كما وصل العديد من أعضاء الحزب الشيوعي لمناصب عالية في ظل إدارته. كما وضع أنظمة اقتصادية عديدة وسياسات مؤيدة للاتحاد. انضمت إدارة باتيستا رسميًا إلى صفوف الحلفاء في الحرب العالمية الثانية، معلنة الحرب على اليابان يوم 9 كانون الأول/ ديسمبر 1941، ثم ألمانيا وإيطاليا يوم 11 كانون الأول/ ديسمبر 1941. لم تشارك كوبا إلى حد كبير في القتال خلال الحرب العالمية الثانية، على الرغم من أن الرئيس باتيستا اقترح هجوماً أمريكياً لاتينياً مشتركاً للإطاحة بنظام فرانكو الدكتاتوري في إسبانيا.

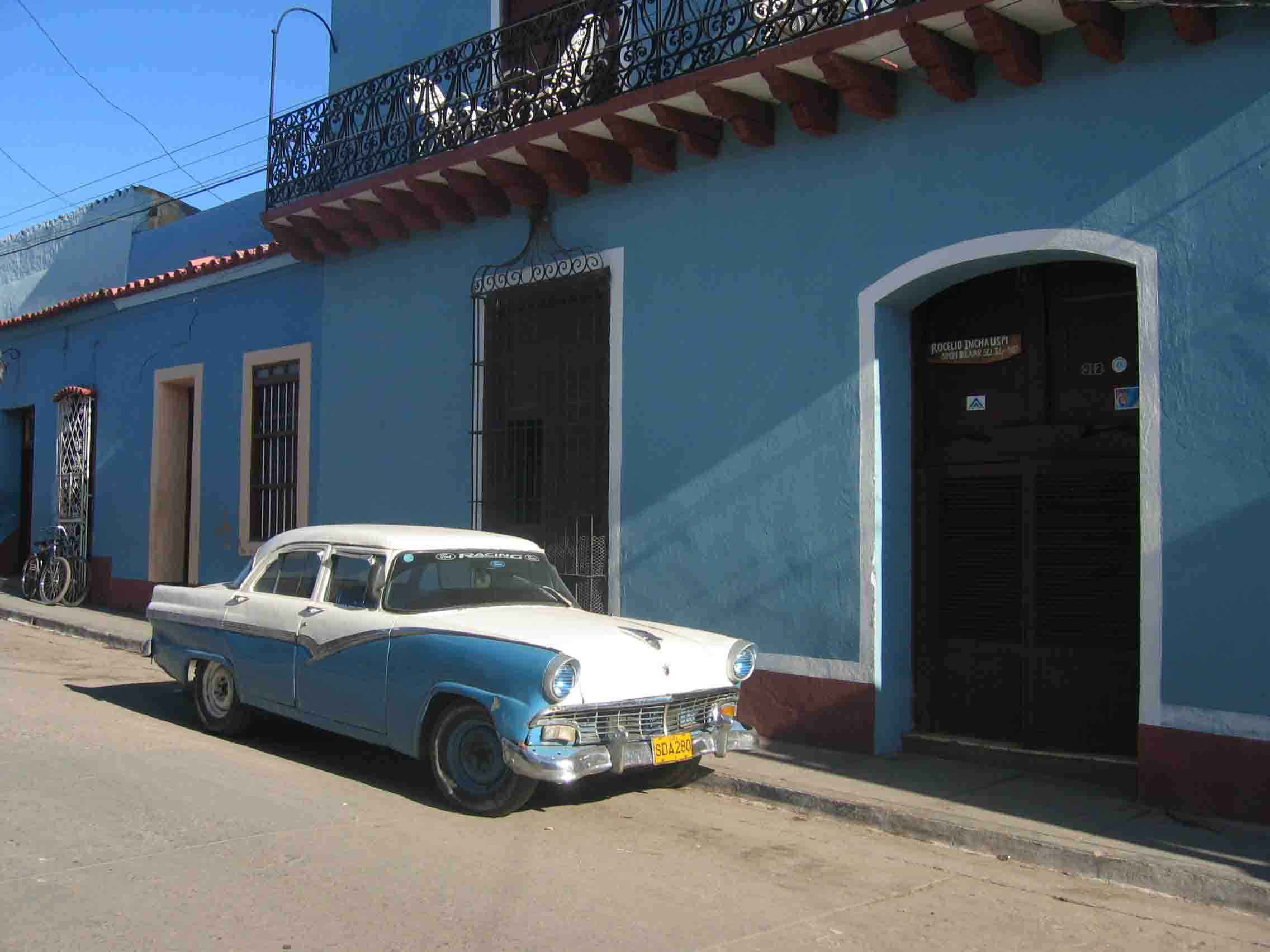
لا تزال العديد مما يعرف باسم يانك تانك مستخدماً من حقبة ما قبل الثورة. الشرفة فوقها تعود لكازا بارتكيولار.

فاز رامون غراو في انتخابات عام 1944، بينما فاز كارلوس بريو سوكاراس بانتخابات عام 1948. أثار تدفق الاستثمارات طفرة رفعت مستوى المعيشة في جميع المجالات، وخلقت طبقة وسطى ميسورة في معظم المناطق الحضرية. كما اتسعت الفجوة بين الأغنياء والفقراء وازدادت وضوحًا.
كانت انتخابات 1952 سباقاً ثلاثياً. تصدر روبرتو أغرامونتي من حزب الأرتودوكس جميع الاستطلاعات، تلاه الدكتور أوريليو هيفيا من حزب أوتينتيكو، وحل باتيستا الساعي للعودة للسلطة ثالثًا، وبنسبة بعيدة عن المنافسين الآخرين. رشح كل من أغرامونتي وهيفيا الكولونيل رامون باركوين لرئاسة القوات المسلحة الكوبية بعد الانتخابات. كان باركوين (حينها دبلوماسي في واشنطن) ضابطًا كبيرًا يحظى باحترام الجيش، ووعد بالقضاء على الفساد في صفوفه. خشي باتيستا من أن يقوم باركوين بالإطاحة به وبأتباعه، لذلك عندما أصبح واضحًا أن باتيستا لا يمتلك فرصة كبيرة للفوز، قام بانقلاب في 10 مارس/ آذار 1952 مدعوماً من القوميين في الجيش، باعتباره رئيساً مؤقتاً للسنتين المقبلتين.
أخبر خوستو كاريو باركوين في واشنطن في مارس/ آذار 1952، أن الدوائر الداخلية على علم بأن باتيستا قاد الانقلاب ضده. هكذا بدأوا التخطيط للإطاحة بباتيستا، واستعادة الديمقراطية والحكومة المدنية في ما أطلق عليه في وقت لاحق لا كونسبيراسيون دي لوس بوروس دي 1956 (أغروباسيون مونتكريستي). في عام 1954، وافق باتيستا على الانتخابات. رشح بارتيدو أوتينتيكو الرئيس السابق غراو كرئيس، لكنه انسحب وسط مزاعم بنية باتيستا تزوير الانتخابات.
في نيسان / أبريل 1956، أمر باتيستا بتولّى باركوين منصب القائد العام للجيش. لكن باركوين قرر المضي قدما في انقلابه للحصول على كامل السلطة. في 4 أبريل/ نيسان 1956، أُحبط ريوس موريخون انقلاب باركوين الذي قام به مئات الضباط العاملين. حطم الانقلاب العمود الفقري للقوات المسلحة الكوبية. حُكم على الضباط بالحد الأقصى المسموح به بموجب القانون الكوبي العسكري. حكم على باركوين بالحبس الانفرادي لمدة ثماني سنوات. أسفر لا كونسبيراسيون دي لوس بوروس عن سجن قادة القوات المسلحة وإغلاق الأكاديميات العسكرية.
كانت كوبا أكثر دول أميركا اللاتينية استهلاكاً فردياً للحوم والخضراوات والحبوب والسيارات والهاتف والراديو. في عام 1958، كانت كوبا بلدًا متقدمًا نسبيًا، وفقًا لمعايير أمريكا اللاتينية، وفي بعض الحالات وفقا للمعايير العالمية. تمتع العمال الكوبيون بأعلى الأجور في العالم. كما جذب الوضع الاقتصادي المزيد من المهاجرين ومعظمهم من أوروبا، وكانوا كنسبة مئوية أكبر منهم إلى الولايات المتحدة. كما أشارت الأمم المتحدة إلى كوبا لطبقتها الوسطى الكبيرة. من ناحية أخرى، تأثرت كوبا بالامتيازات الكبيرة لاتحاد العمال، بما في ذلك فرض حظر الفصل واستبدال العمال بالآلات. تم الحصول على هذه الحقوق إلى حد كبير على حساب العاطلين عن العمل والفلاحين، مما أدى إلى التفاوت.
بين عامي 1933 و 1958، وسعت كوبا الأنظمة الاقتصادية كثيرًا، مما تسبب بمشاكل اقتصادية. أصبحت البطالة كبيرة نسبيًا، لم يكن بإمكان الخريجون الداخلون لسوق العمل العثور على وظائف. الطبقة الوسطى والتي وضعت كوبا في مقارنة مع الولايات المتحدة، أصبح مستاءة بشكل متزايد من البطالة، في حين دعمت النقابات العمالية باتيستا حتى النهاية.

### الثورة
في يوم 2 ديسمبر/ كانون الأول 1956، وصل فيدل كاسترو مع مجموعة من 82 شخصاً إلى كوبا في قارب صغير يعرف باسم غرانما إلى شواطئ كوبا بهدف إقامة حركة مقاومة مسلحة في سلسلة جبال سييرا مايسترا. تزامن ذلك مع الحظر المفروض من الولايات المتحدة على الأسلحة في 14 مارس/ آذار 1958، مما أضعف من نظام باتيستا. بحلول أواخر عام 1958، انتشر المتمردون خارج سلسلة جبال سييرا مايسترا، ودعوا إلى تمرد شعبي عام. بعد أن استولى المقاتلون على سانتا كلارا، فر باتيستا بشكل درامي من هافانا في 1 يناير/ كانون الثاني 1959 إلى المنفى في البرتغال. تفاوض باركوين مع قادة الثورة كاميلو سيينفويغوس وتشي غيفارا وراؤول كاسترو وشقيقه فيدل كاسترو، بعد أن قررت المحكمة العليا أن الثورة هي مصدر القانون وممثلوها ينبغي أن يتولوا القيادة.
ودخلت قوات كاسترو العاصمة يوم 8 كانون الثاني/ يناير 1959. بعد ذلك بوقت قصير، أصبح المحامي الليبرالي الدكتور «مانويل أوروتيا ليو» رئيساً، بدعم من حركة 26 يوليو، لأنهم ظنوا أن تعيينه سينال ترحيب الولايات المتحدة. أدت الخلافات داخل الحكومة إلى استقالة أوروتيا في يوليو / تموز 1959. وحل محله «أوزفالدو دورتيكوس» الذي شغل منصب الرئيس حتى عام 1976. أصبح كاسترو رئيسا للوزراء في شباط / فبراير 1959، خلفًا لخوسيه ميرو في هذا المنصب.

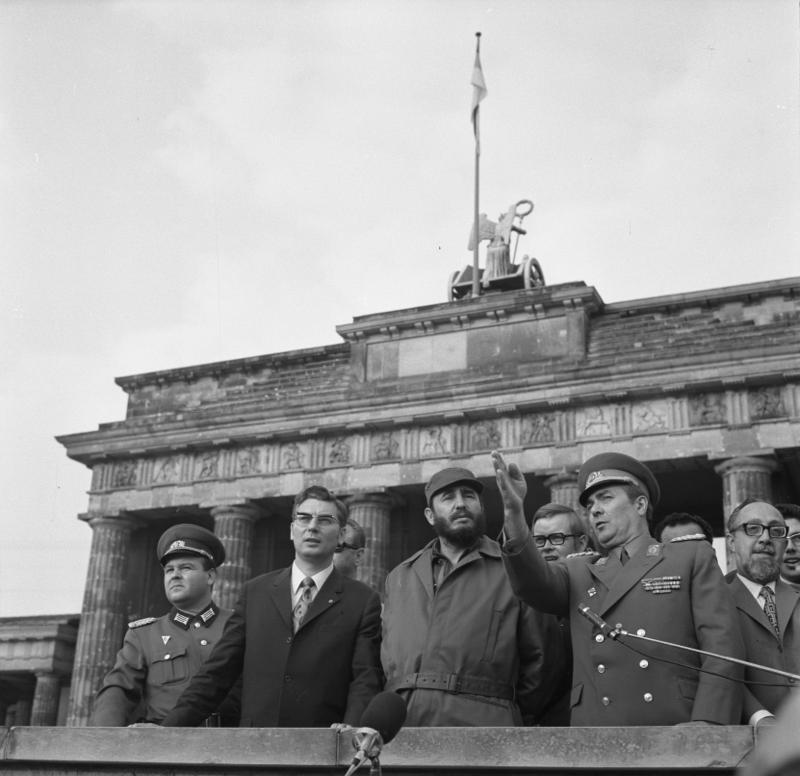
فيدل كاسترو في ألمانيا الشرقية 1972

في سنواتها الأولى، صادرت الحكومة الثورية الجديدة الممتلكات الخاصة مع دفع تعويضات ضئيلة أو معدومة، كما أممت المرافق العامة، وشددت الرقابة على القطاع الخاص وأوقفت نوادي القمار التي سيطرت عليها المافيا. تآمرت وكالة المخابرات المركزية مع المافيا في شيكاغو عامي 1960 و 1961 لاغتيال فيدل كاسترو، وفقا لوثائق رفعت سريتها عام 2007.
بعض التدابير التي اتخذتها حكومة فيدل كاسترو، كانت وفقاً للبرنامج الوارد في بيان سييرا مايسترا. كما أممت الحكومة ممتلكات خاصة وبقيمة إجمالية 25 مليار دولار أمريكي،  منها ما يزيد عن مليار دولار أموال أمريكية.
بحلول نهاية عام 1960، أغلقت جميع الصحف المعارضة، وأصبحت محطات الإذاعة والتلفزيون تحت سيطرة الدولة. تم تطهير صفوف المعتدلين والمعلمين والأساتذة، وسجن ما يقرب من 20,000 منشقاً كل عام. كما أرسل بعض المثليين جنسياً والمتدينين وغيرهم لمعسكرات العمل في الستينيات، حيث خضعوا لإعادة تأهيل طبي وسياسي. تشير إحدى التقديرات إلى إعدام نحو 15,000 إلى 17,000 شخص في تلك الفترة.
عزز الحزب الشيوعي حكم الحزب الواحد، بتولّي كاسترو منصب زعيم الحزب. أصبح راؤول - أخ فيدل - قائدًا للجيش. أصبح الولاء لكاسترو المعيار الأساسي لجميع التعيينات. في سبتمبر/ أيلول 1960، أنشأت الحكومة الثورية ما يعرف باسم لجان الدفاع عن الثورة، والتي قامت بالتجسس على الأحياء السكنية.
في استعراض عيد رأس السنة الجديدة لعام 1961، استعرضت الحكومة دبابات وأسلحة سوفييتية. لتصبح هذه الدولة الجزيرة الصغيرة ثاني أكبر قوة مسلحة في أمريكا اللاتينية بعد البرازيل. كما أصبحت كوبا عضوًا مميزًا في معسكر الاتحاد السوفياتي.
بحلول عام 1961، غادر مئات الآلاف من الكوبيين بلادهم إلى الولايات المتحدة. كما فشلت عملية غزو خليج الخنازير عام 1961 التي حاولت إسقاط الحكومة الكوبية من خلال القوة التي دربتها الولايات المتحدة من المنفيين الكوبيين مع دعم عسكري أمريكي. بدأت العملية في نيسان / أبريل عام 1961، أي بعد أقل من ثلاثة أشهر من تنصيب جون كينيدي رئيسًا للولايات المتحدة. هزمت القوات الكوبية المسلحة المدربة من قبل دول الكتلة الشرقية، قوات المنفيين في ثلاثة أيام. كما ازداد تدهور العلاقات الأمريكية الكوبية السيئة أصلاً في العام التالي مع أزمة الصواريخ الكوبية، عندما طالبت إدارة كينيدي بالسحب الفوري للصواريخ السوفياتية في كوبا، والتي جاءت ردًا على الصواريخ النووية الأميركية في تركيا والشرق الأوسط. اتفق السوفييت والأميركيون على إزالة الصواريخ السوفييتية من كوبا والصواريخ الأمريكية سرًا من تركيا والشرق الأوسط في غضون بضعة أشهر. كما وافق كنيدي أيضًا على عدم غزو كوبا مستقبلاً. أما المنفيون الكوبيون المعتقلون أثناء عملية غزو خليج الخنازير، فقد جرت مبادلتهم بشحنة من الإمدادات من أمريكا.
بحلول عام 1963، كانت كوبا تتجه نحو نظام شيوعي كامل على غرار الاتحاد السوفياتي. مما دفع الولايات المتحدة لفرض حظر دبلوماسي وتجاري شامل على كوبا، وبدأت عملية النمس إحدى برامج الاستخبارات الأمريكية السرية.
في عام 1965، دمج كاسترو منظمته الثورية بالحزب الشيوعي الذي أصبح سكرتيره الأول، وأصبح بلاس روكا سكرتيره الثاني. خلف روكا بعد ذلك، راؤول كاسترو الذي كان وزير الدفاع وأكثر الأشخاص قربًا من أخيه فيدل، وأصبح ثاني أقوى شخصية في كوبا. تعزز موقف راؤول بعد رحيل تشي غيفارا ليقود حملات تمرد فاشلة في جمهورية الكونغو الديمقراطية، ومن ثم بوليفيا حيث قتل في عام 1967.
خلال السبعينيات، أرسل فيدل كاسترو عشرات الآلاف من الجنود لدعم الحروب المدعومة سوفييتياً في أفريقيا، ولا سيما حركة تحرير أنغولا في أنغولا ومنغستو هيلا ميريام في إثيوبيا. كان مستوى المعيشة في السبعينيات بسيطاً للغاية، وسادت حالة من الاستياء. اعترف فيدل كاسترو بفشل السياسات الاقتصادية في كلمة ألقاها عام 1970. بحلول منتصف السبعينات، بدأ كاسترو الإصلاحات الاقتصادية.
علقت عضوية كوبا من منظمة الدول الأمريكية في عام 1962، لدعم الحظر المفروض من طرف الولايات المتحدة، ولكن المنظمة رفعت جميع العقوبات المفروضة على كوبا في عام 1975 بموافقة 16 بلداً بما في ذلك الولايات المتحدة. في 3 يونيو / حزيران 2009، اعتمدت منظمة الدول الأمريكية قرارًا يضع حدًا لاستبعاد دام 47 عاماً لكوبا. كانت الاجتماعات مثيرة للجدل حيث انسحبت وزيرة الخارجية الأمريكية هيلاري كلينتون في إحدى المراحل، ولكن في النهاية وافق الوفد الأمريكي مع الأعضاء الآخرين على القرارن بالرغم من إعلان الزعماء الكوبيون مرارًا عن عدم رغبتهم في العودة للانضمام لمنظمة الدول الأمريكية.

### العلاقات الحالية
وفقاً لإحصاءات عام 2002، يعيش نحو 1.2 مليون شخص من أصل كوبي (حوالي 10 ٪ من عدد السكان الحالي لكوبا) في الولايات المتحدة. غادر أغلبهم الجزيرة إلى الولايات المتحدة عن طريق البحر في قوارب صغيرة و هشّة. في 6 أبريل / نيسان 1980، اقتحم 10,000 كوبي سفارة البيرو في هافانا طالبين اللجوء السياسي. في اليوم التالي منحت الحكومة الكوبية الإذن بالهجرة للكوبيين الذين لجأوا إلى سفارة البيرو. في 16 نيسان / أبريل، غادر 500 منهم سفارة البيرو إلى كوستاريكا. في 21 نيسان / أبريل، وصل العديد منهم إلى ميامي عبر قوارب خاصة بما عرف بهروب ماريل الجماعي، لكن وزارة الخارجية الأمريكية أوقفتهم ولكن الهجرة استمرت، ذلك لأن كاسترو سمح لكل من يرغب في مغادرة البلد بالقيام بذلك عن طريق ميناء مارييل. غادر أكثر من 125,000 من الكوبيين إلى الولايات المتحدة قبل أن ينتهي تدفق السفن في 15 حزيران / يونيو.

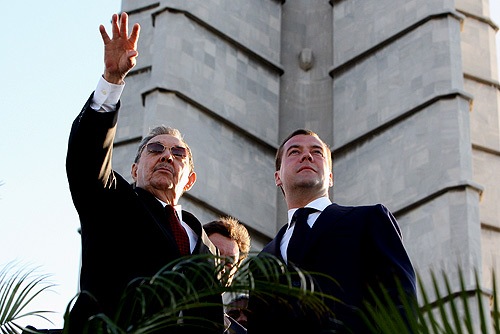
راؤول كاسترو وديمتري ميدفيديف رئيس روسيا

كان انهيار الاتحاد السوفيتي (والذي يعرف في كوبا بالفترة الخاصة) بمثابة الامتحان لنظام كاسترو، حيث كان من تداعياتها نقص المواد الغذائية. كما أن الحكومة رفضت الهبات الأميركية من المواد الغذائية والأدوية وحتى النقدية حتى عام 1993. في 5 أغسطس/ آب 1994، فرق أمن الدولة المتظاهرين في احتجاج سلميّة في هافانا.
وجدت كوبا مصدراً جديداً للمساعدات تمثّل في جمهورية الصين الشعبية، وحلفاء جدد كهوغو تشافيز رئيس فنزويلا وإيفو موراليس رئيس بوليفيا، وكلاهما مصدر رئيسي للنفط والغاز. وفي عام 2003، اعتقلت الحكومة عدداً كبيراً من نشطاء المجتمع المدني، وهي فترة عرفت باسم «الربيع الأسود».
في يوم 31 يوليو/ تموز 2006، سلّم فيدل كاسترو مهامه الرئاسية مؤقتاً لأخيه، النائب الأول للرئيس، راؤول كاسترو، حتى تعافيه من الجراحة التي أجراها نتيجة «أزمة معوية حادة مع نزيف مستمر». وفي 2 ديسمبر/ كانون الأول 2006، أشتد مرض فيدل، حتى أنه غاب عن الاحتفال بالذكرى الخمسين لإنزال القارب غرانما، مما أثار تكهنات بإصابته بسرطان المعدة،  على الرغم من أن هناك دلائل تشير إلى أنه مرضه كان نتيجة مشكلة في الجهاز الهضمي، وليس مرضًا دائمًا.
في يناير/ كانون الثاني 2008، ظهرت لقطات من اجتماع فيدل بالرئيس الفنزويلي هوغو شافيز. بدا كاسترو ضعيفًا، لكنه أقوى مما كان عليه قبل ثلاثة أشهر. وفي شباط / فبراير 2008، استقال من منصبه كرئيس لكوبا، وتولّى أخوه راؤول كاسترو في 24 فبراير/شباط مهام الرئاسة كرئيس جديد لكوبا. وفي خطاب القبول، وعد راؤول بأن تتم إزالة بعض القيود التي تحد من حياة الكوبيين اليومية. في آذار / مارس 2009، عزل راؤول بعض المسؤولين في فترة فيدل.

## حقوق الإنسان

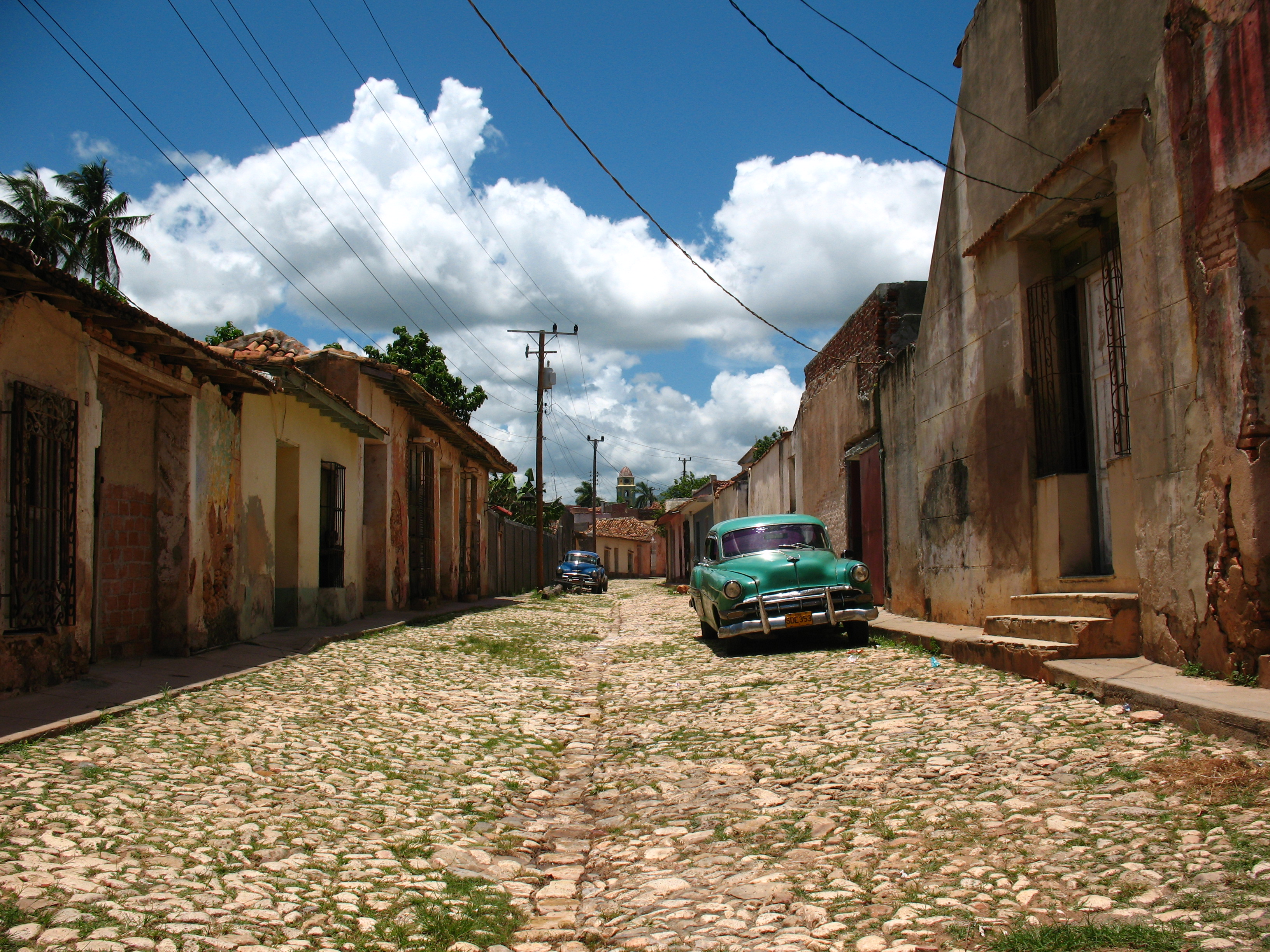
ترينيداد، كوبا موقع للتراث العالمي على قائمة اليونسكو منذ عام 1988

اتهمت الحكومة الكوبية بالعديد من انتهاكات حقوق الإنسان بما في ذلك التعذيب والسجن التعسفي والمحاكمات الجائرة والإعدام دون محاكمة. تزعم هيومن رايتس ووتش أن الحكومة «تقمع تقريبا جميع أشكال المعارضة السياسية»، وأن «الكوبيين محرومون من حقوقهم الأساسية بصورة منهجية في حرية التعبير وتكوين الجمعيات والتجمع والخصوصية والتنقل، بسبب الإجراءات القانونية».
تعد كوبا ثاني أكبر سجن في العالم بالنسبة للصحفيين في عام 2008، حيث تسبقها فقط جمهورية الصين الشعبية وفقاً للجنة حماية الصحفيين، وهي منظمة دولية غير حكومية. نتيجة لحظر امتلاك الحاسوب، فإن معدلات ملكية الكمبيوتر من بين الأدنى في العالم. كما أن الحق في استخدام الإنترنت، يمنح فقط لأشخاص مختارين الذين يتم مراقبتهم. الاتصال بالإنترنت بشكل غير قانوني، يمكن أن يؤدي إلى عقوبة السجن لمدة خمس سنوات. تحسن الوضع نسبياً بعد رفع الحظر عن اقتناء الكمبيوتر المنزلي، كما شهدت البلاد تقدم طفيف في الاتصالات الهاتفية والإنترنت.
يعاني المعارضون الكوبيون من خطر الاعتقال والسجن. في التسعينات، ذكرت هيومن رايتس أن كوبا تمتلك نظام سجون واسع النطاق، وهو أحد أكبرها في أمريكا اللاتينية، حيث يتألف من نحو 40 سجنًا ذا حراسة مشددة و 30 سجنًا من الحراسة العادية وأكثر من 200 مخيم للعمل. وفقًا لمنظمة مراقبة حقوق الإنسان، فإن السجناء السياسيين بالإضافة إلى بقية نزلاء السجون في كوبا، يعانون من ظروف دون الحد الأدنى، كما أنها غير صحية. لا يمكن للمواطنين مغادرة كوبا أو العودة إليها دون الحصول أولاً على إذن رسمي.

## الاقتصاد

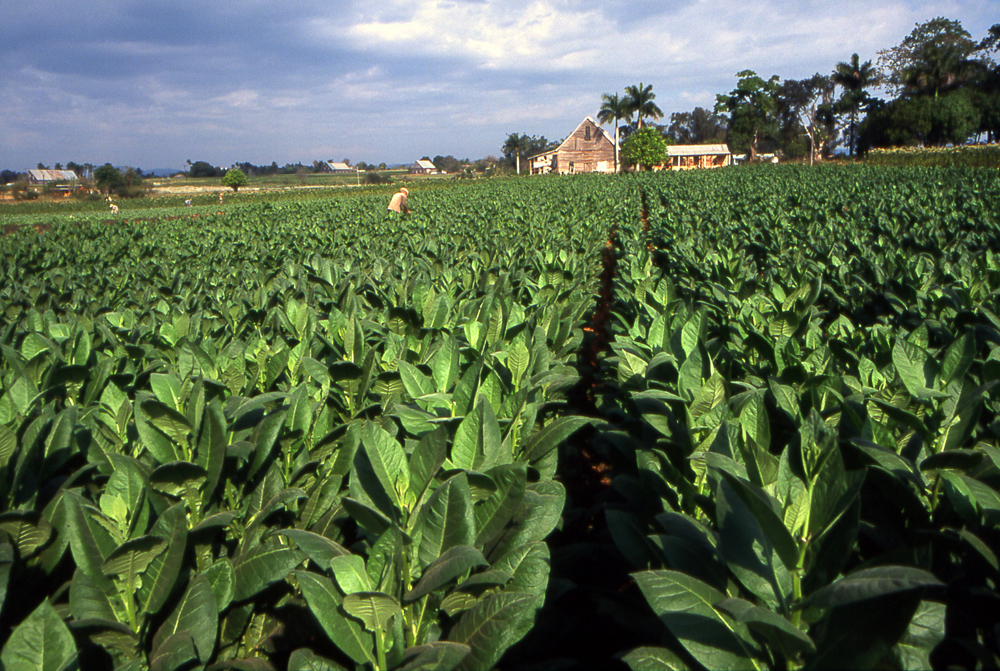
مزرعة تبغ في بينار دل ريو

تلتزم الدولة الكوبية بمبادئ الاشتراكية في تنظيم اقتصادها إلى حد كبير، خاصة في التخطيط للمؤسسات التي تسيطر عليها الدولة. تعود ملكية معظم وسائل الإنتاج للدولة وتديرها الحكومة، كما أن معظم القوى العاملة موظّفة من قبل الدولة. شهدت السنوات الأخيرة، اتجاهًا نحو المزيد من فرص العمل في القطاع الخاص. وبحلول عام 2006، شكّل العمل في القطاع العام 78 ٪ والقطاع الخاص 22 ٪، مقارنة بنسبة 91.8 ٪ إلى 8.2 ٪ في عام 1981. استثمارات رأس المال مقيدة، وتحتاج إلى موافقة الحكومة. كما أن الحكومة الكوبية تسعّر معظم السلع والحصص. علاوة على ذلك، فإن أي شركة ترغب في توظيف كوبي، يجب أن تدفع للحكومة الكوبية، والتي بدورها ستدفع لموظف الشركة بالبيزو الكوبي وفقا لمنظمة مراقبة حقوق الإنسان. لا يمكن للكوبيين تغيير وظائفهم دون تصريح من الحكومة. كما أن متوسط الأجور في نهاية عام 2005، كان 334 بيزو في الشهر (16.70 دولار أمريكي شهرياً) ليرتفع إلى 410 بيزو (20 دولار أمريكي شهريا) في 2010 حسب موقع نقودي.كوم، كما يبلغ متوسط المعاش التقاعدي 9 دولارات أمريكية في الشهر.
اعتمدت كوبا اعتمادًا كبيرًا على التجارة مع الاتحاد السوفيتي. لكن الدعم السوفيتي، بدأ يجف في أواخر الثمانينيات. قبل انهيار الاتحاد السوفياتي، اعتمدت كوبا على موسكو لوصول صادراتها للأسواق المحمية وعلى المساعدات الكبيرة. أدى غياب هذه الإعانات عن الاقتصاد الكوبي إلى دخوله في كساد اقتصادي سريع، عرف في كوبا بالفترة الخاصة. في عام 1992، شددت الولايات المتحدة الحظر التجاري، على أمل أن يحدث تحوّل ديمقراطي كالذي حدث في أوروبا الشرقية.
مثل بعض الدول الأخرى الشيوعية وما بعد الشيوعية بعد انهيار الاتحاد السوفياتي، اتخذت كوبا تدابير محدودة للتوجه نحو اقتصاد السوق الحرة لمواجهة النقص الحاد في المواد الغذائية والسلع الاستهلاكية والخدمات. شملت هذه الخطوات السماح لبعض العمالة بالعمل في بعض قطاعات الصناعات التحويلية وتجارة التجزئة الخفيفة، وإضفاء الصفة القانونية على استخدام الدولار الأمريكي في مجال الأعمال التجارية، وتشجيع السياحة. طورت كوبا نظاماً فريداً للمزارع في المناطق الحضرية لتعويض انعدام الواردات الغذائية من الاتحاد السوفياتي. في السنوات الأخيرة، تراجعت كوبا عن بعض التدابير التي اتخذتها في مجال الاقتصاد في التسعينات. في عام 2004، أبدى المسؤولون الكوبيون دعمهم للعملة الأوروبية الموحدة اليورو لكونها «ند عالمي لهيمنة الدولار الأمريكي»، وألغت التعامل بالعملة الأمريكية من المتاجر والشركات.
في البداية، اقتصرت السياحة على جيوب من المنتجعات السياحية معزولة عن المجتمع الكوبي، دعيت باسم «السياحة المغلقة» و«أبارتايد السياحة». كانت الاتصالات بين الزوار الأجانب والكوبيين العاديين غير قانونية بحكم الأمر الواقع حتى عام 1997. وفي عام 1996، تجاوزت السياحة صناعة السكر كأكبر مصدر للعملة الصعبة بالنسبة لكوبا. ضاعفت كوبا ثلاث مرات حصتها في سوق السياحة في الكاريبي في العقد الأخير. ونتيجة للاستثمارات الكبيرة في البنية التحتية السياحية، يتوقع استمرار معدل النمو. زار كوبا 1.9 مليون سائح في عام 2003، معظمهم من كندا والاتحاد الأوروبي، مما أدر دخلاً قدره 2.1 مليار دولار. أدى النمو السريع لقطاع السياحة خلال الفترة الخاصة إلى انعكاسات اجتماعية واقتصادية واسعة في كوبا، وإلى تكهنات عن ظهور اقتصاد ذي مستويين. كما جذب قطاع السياحة الطبية الآلاف من أوروبا وأمريكا اللاتينية وكندا والولايات المتحدة كل عام.
تهكّم راؤول كاسترو على نظام الإنتاج الزراعي الشيوعي في عام 2008. تستورد كوبا الآن ما يصل إلى 80 ٪ من احتياجاتها الغذائية، بعد أن كانت قبل عام 1959، تتباهى كوبا بامتلاكها أعدادًا من الماشية تساوي عدد السكان.
عانت كوبا لبعض الوقت من نقص في المساكن، بسبب فشل وزارة الدولة في مواكبة الطلب المتزايد. علاوة على ذلك، بدأت الحكومة سياسة الحصص الغذائية في عام 1962، والتي تفاقمت في أعقاب انهيار الاتحاد السوفياتي وإحكام الحظر الأمريكي. أظهرت الدراسات أنه حتى أواخر عام 2001، كان مستوى معيشة الكوبي العادي أقل مما كان عليه قبل الانكماش في فترة ما بعد انهيار الاتحاد السوفيتي. كما كان من بين القضايا البارزة، فشل رواتب الدولة في تلبية الاحتياجات الشخصية في ظل سياسة التقنين التي تتبعها الدولة والتي تعاني من عوز مزمن. كما تقلص تنوع وكمية السلع المتوفرة.
زوّد هوغو شافيز كوبا بما يصل إلى 80,000 برميل من النفط يوميًا، في مقابل 30,000 من الأطباء والمدرسين. في عام 2005، وصلت صادرات كوبا إلى 2.4 مليار دولار أمريكي، مما يضعها في المرتبة 114 من أصل 226 دولة في العالم، بينما كانت الواردات 6.9 مليار دولار، لتحتل المرتبة 87 من 226 دولة. شركائها الرئيسيون في التصدير هم الصين 27.5 ٪ وكندا 26.9 ٪ وهولندا 11.1 ٪ وإسبانيا 4.7 ٪ (2007). تشمل صادرات كوبا الرئيسية السكر والنيكل والتبغ والأسماك والمنتجات الطبية والحمضيات والقهوة. أما الواردات فتشمل المواد الغذائية والوقود والملابس والآلات. تبلغ ديون كوبا حالياً 13 مليار دولار أي ما يقرب من 38 ٪ من الناتج المحلي الإجمالي. ووفقًا لمؤسسة التراث، تعتمد كوبا على حسابات الائتمان التي تدور من بلد إلى آخر. تراجع معدل إنتاج كوبا السابق من السكر من 35% من السوق العالمية لصادرات السكر إلى 10 ٪، بسبب مجموعة من العوامل بما في ذلك انخفاض أسعار السكر عالميًا، مما جعل من الأسعار الكوبية بعيدة عن المنافسة في السوق العالمية. في وقت ما، كانت كوبا أكبر منتج ومصدر في العالم للسكر. لكن نتيجة لتنوّع ونقص الاستثمارات والكوارث الطبيعية، شهد إنتاج كوبا من السكر انخفاضًا حادًا. وفي عام 2002، توقفت أكثر من نصف مصانع السكر في كوبا.
تمتلك كوبا 6.4 ٪ من السوق العالمية للنيكل، والذي يشكل حوالي 25 ٪ من إجمالي الصادرات الكوبية. في الآونة الأخيرة، عُثِر على احتياطيات كبيرة من النفط في الحوض الشمالي لكوبا.
في عام 2010، سمح للكوبيين ببناء مساكنهم الخاصة، بأمر من راؤول كاسترو، كما امتلكوا حق تحسين منازلهم مع هذا التصريح الجديد. لكن الحكومة لن تضمن هذه التحسينات أو المنازل الجديدة.

## الحكومة والسياسة

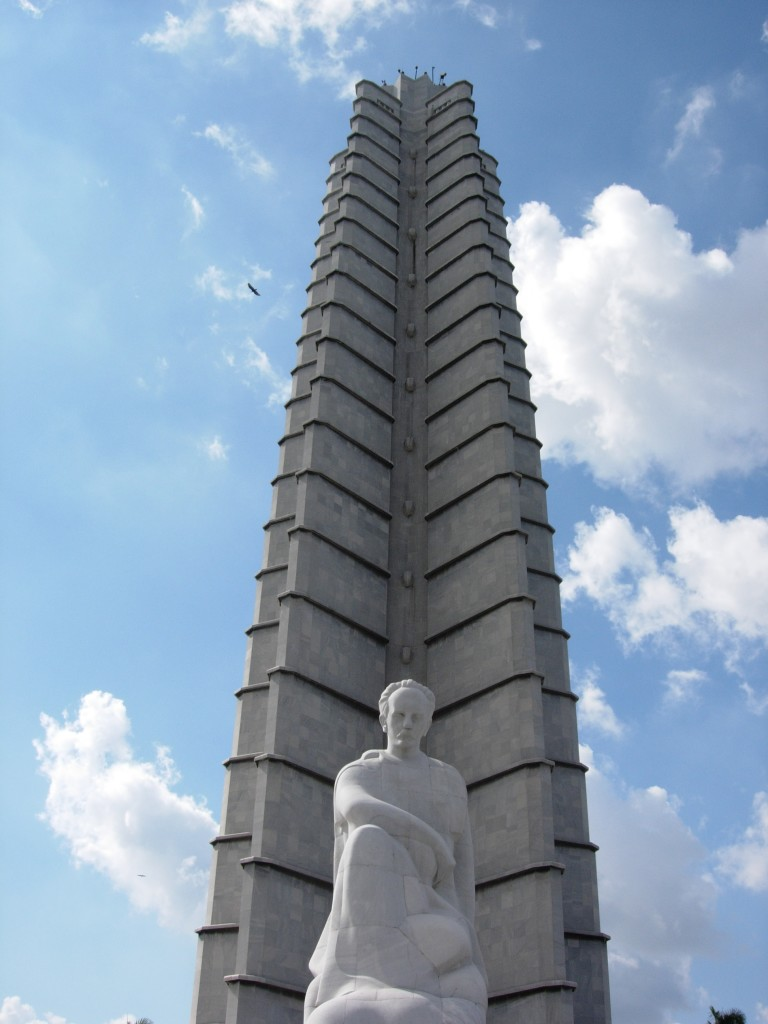
ساحة الثورة: تمثال خوسيه مارتي صممه انريكي لويس فاريلا، ونحته خوان خوسيه سيكره وانتهى عام 1958.

استعيض عن دستور 1976 الذي عرف كوبا كجمهورية اشتراكية، بدستور 1992 الذي يسترشد بأفكار خوسيه مارتي وماركس وانجلز ولينين. يصف الدستور الحزب الشيوعي في كوبا، بأنه «القوة الرئيسية للمجتمع والدولة»، كما أن السكرتير الأول للحزب الشيوعي هو في نفس الوقت رئيس مجلس الدولة (رئيس كوبا) ورئيس مجلس الوزراء.
ينتخب أعضاء المجلسين من قبل الجمعية الوطنية للسلطة الشعبية. الرئيس الكوبي والذي ينتخبه أعضاء الجمعية يخدم لمدة خمس سنوات، وليس هناك عدد محدد لفترات رئاسته. تعتبر المحكمة العليا في كوبا، أرفع الهيئات القضائية في البلاد، وهي أيضًا محكمة النهائية لجميع الطعون المقدمة ضد قرارات محاكم المقاطعات.
الهيئة التشريعية الوطنية في كوبا هي الجمعية الوطنية للسلطة الشعبية، كما أنها الهيئة العليا للسلطة. تضم الجمعية 609 أعضاء لولاية مدتها خمس سنوات. تجتمع الجمعية مرتين في السنة، وبين دورات السلطة التشريعية تختصر سلطات البلاد في 31 عضواً في مجلس الوزراء. تتم الموافقة على المرشحين للجمعية عن طريق استفتاء عام. يمكن لجميع المواطنين الكوبيين فوق 16 عاماً والذين لم يدانوا بارتكاب جرائم جنائية التصويت. المادة رقم 131 من الدستور، تنص على أن التصويت يكون «عبر صوت حر وخاص وسري». كما أن المادة 136 تنص على ما يلي: «لكي يعتمد النواب أو المندوبون المنتخبون، يجب أن يحصلوا على أكثر من نصف عدد الأصوات الصحيحة في الدوائر الانتخابية». يتم التصويت بالاقتراع السري، ويجري فرز الأصوات علناً. يتم اختيار المرشحين من التجمعات المحلية من بين عدة مرشحين قبل الحصول على موافقة اللجان الانتخابية. وفي الانتخابات اللاحقة، لا يوجد سوى مرشح واحد عن كل مقعد، والذي يجب أن يحصل على الأغلبية لينتخب.
لا يسمح لأي حزب سياسي بتسمية مرشحين أو القيام بحملة انتخابية في الجزيرة، على الرغم من أن الحزب الشيوعي في كوبا عقد خمس مؤتمرات حزبية منذ عام 1975. في عام 1997، وصل عدد منتسبي الحزب 780,000 عضواً، ويشكل نوابه عموماً ما لا يقل عن نصف مجالس الولايات والجمعية الوطنية. تملأ المناصب المتبقية من قبل المرشحين المستقلين. الأحزاب السياسية الأخرى تقوم بحملاتها دولياً، حيث أن النشاط المعارض في كوبا ممنوع وغير قانوني.
تنقسم كوبا إلى 14 مقاطعة وبلدية واحدة خاصة (جزيرة دي لا جوفنتود). كانت هذه المقاطعات في السابق جزءاً من المقاطعات الست التاريخية الكبرى: بينار دل ريو وهافانا وماتانزاس ولاس فيلاس وكاماغوي وأورينتي. تشبه التقسيمات الحالية المقاطعات الإسبانية العسكرية خلال حرب الاستقلال الكوبية، عندما تم تقسيم المناطق الأكثر اضطراباً. تنقسم المقاطعات إلى بلديات.
| 1. جزيرة لا خوفينتود 2. بينار دل ريو 3. مقاطعة هافانا 4. مدينة هافانا 5. ماتانزاس 6. سينفويغوس 7. فيلا كلارا 8. سانكتي سبيريتوس | 1. سيغو دي أفيلا 2. كاماغوي 3. لاس توناس 4. غرانما 5. هولغوين 6. سانتياغو دي كوبا 7. غوانتانامو |  |

### الجيش
تنفق كوبا من 9,13% من دخلها القومي لدعم المؤسسة العسكرية وأنشطتها، وهي ثاني أكبر قوة مسلحة في أمريكا اللاتينية بعد البرازيل. منذ 1975 حتى أواخر الثمانينات، مكنت المساعدات العسكرية السوفييتية كوبا من تطوير قدراتها العسكرية، منذ غياب الدعم السوفييتي، قلصت كوبا قواتها من 235,000 جندي في عام 1994 إلى حوالي 60,000 جندي فقط في عام 2003.
منذ فترة طويلة والجيش يلعب دورًا قويًا ومؤثرًا على المسرح الكوبي، كما يعتقد بأن الجنرالات ذوي الرتب الرفيعة يلعبون دورًا حاسمًا في جميع سيناريوهات الخلافة التي يمكن تصورها.

### العلاقات الخارجية
منذ بدايتها، تُعرّف الثورة الكوبية نفسها على أنها أممية، حيث انضمت إلى كوميكون في عام 1972. ساهمت كوبا بشكل رئيسي في كل الحروب التي دعمها الاتحاد السوفيتي في أفريقيا وأمريكا الوسطى وآسيا. في أفريقيا، كانت أكبر الحروب في أنغولا، حيث أرسلت كوبا عشرات الآلاف من الجنود. كما كانت كوبا كاسترو حليفة للزعيم الأثيوبي منغستو هيلا ميريام. دعمت كوبا 17 حكومة يسارية في أفريقيا. كما عانت من تراجع في علاقاتها في بعض الأحيان كما هو الحال في شرقي زائير، لكنها في حالات أخرى حققت نجاحًا كبيرًا. شملت أكبر التدخلات الجزائر وزائير واليمن  وإثيوبيا وغينيا بيساو والموزمبيق.
تدخلت الحكومة الكوبية عسكريًا في أميركا اللاتينية، في معظم الحالات بهدف إسقاط الأنظمة اليمينية التي تدعمها الولايات المتحدة وكثير منها ديكتاتوري. أحد أول هذه التدخلات كان الميليشيا الماركسية بقيادة تشي غيفارا في بوليفيا في عام 1967، والتي دعمت بالمال والجنود. ومن التدخلات الأخرى الأقل شهرة، المهمات في جمهورية الدومنيكان وبنما في عام 1959. وفرت الحكومة الكوبية مساعدات عسكرية لمجموعة من المنفيين الدومينيكيين، بقصد الإطاحة بالدكتاتور المستبد رافائيل تروخيلو. على الرغم من فشل الحملة ومقتل أغلب أعضائها من قبل الحكومة، فإنهم اليوم أبطال ونصب لهم نصب تذكاري في سانتو دومينغو من قبل الحكومة الدومينيكية حيث شيدت الحكومة في جمهورية الدومينيكان متحفًا تذكاريًا للمقاومة الدومينيكانية. دعمت كوبا الحكومة الاشتراكية في نيكاراغوا علنًا، والتي يمكن اعتبارها أكبر نجاحاتها في أمريكا اللاتينية.
كوبا عضو مؤسس في التحالف البوليفاري في الأمريكيتين. يعمل حالياً أكثر من 30 ألف طبيب كوبي حالياً خارج البلاد في دول مثل فنزويلا وزيمبابوي. عضوية كوبا في مجلس حقوق الإنسان في الأمم المتحدة مثار انتقادات واسعة دائمًا. اتهم الاتحاد الأوروبي في عام 2003، الحكومة الكوبية بـ«مواصلة الانتهاك الصارخ لحقوق الإنسان والحريات الأساسية».
في عام 2008، اتفق الاتحاد الأوروبي وكوبا على استئناف العلاقات الكاملة وأنشطة التعاون. بينما لا يزال الحظر الأمريكي على كوبا قائماً «طالما أنها لا تزال ترفض التحرك نحو الديمقراطية، واحترام أكبر لحقوق الإنسان». صرح الرئيس الأمريكي باراك أوباما في 17 أبريل/ نيسان 2009، في ترينيداد وتوباجو أن «الولايات المتحدة تسعى إلى بداية جديدة مع كوبا»، على العكس من سياسة الرئيس السابق جورج بوش في حظر السفر والتحويلات المالية من قبل الأميركيين من أصل كوبي من الولايات المتحدة إلى كوبا.

## الجغرافيا

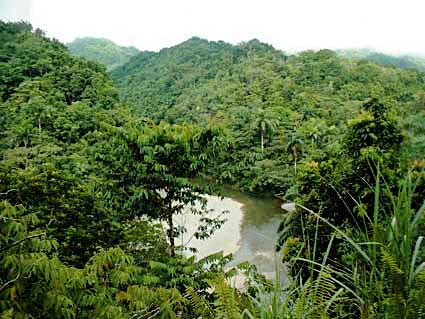
الحديقة الوطنية "أليخاندرو دي همبولدت" شرق كوبا

كوبا عبارة عن أرخبيل من الجزر الواقعة في شمال البحر الكاريبي عند التقاء خليج المكسيك والمحيط الأطلسي. تقع الولايات المتحدة إلى الشمال الغربي والبهاما إلى الشمال وهايتي من الشرق وجامايكا وجزر كايمان من الجنوب وأخيراً المكسيك من الغرب. كوبا هي الجزيرة الرئيسية، محاطة بأربع مجموعات أصغر من الجزر: أرخبيل كولورادوس باتجاه الساحل الشمالي الغربي، أرخبيل سابانا- كاماغوي شمال وسط ساحل الأطلسي، جاردينز دي لا ريينا قبالة جنوب وسط الساحل أرخبيل كاناريوس قبالة الساحل الجنوبي الغربي.
يبلغ طول الجزيرة الرئيسية 1,199 كم (745 ميل)، وتشكّل أغلب مساحة كوبا (مساحة الجزيرة تبلغ 105,006 كم2 (40,543 ميل2). جزيرة كوبا هي الجزيرة رقم 16 عالمياً من حيث المساحة. تتألف الجزيرة الرئيسية في معظمها من أرض منبسطة وسهول عدا سلسلة جبال سييرا مايسترا في جنوب شرق البلاد. أعلى نقطة في هذه السلسلة هي بيكو توركينو 1,975 م (6,480 قدم). الجزيرة الثانية من حيث المساحة هي جزيرة دي لا خوفينتاد (جزيرة الشباب) في أرخبيل كاناريوس، حيث تبلغ مساحتها 3,056 كم2 (1,180 ميل2). تبلغ مساحة كوبا الإجمالية 110,860 كم2 (42,803 ميل2).

### المناخ

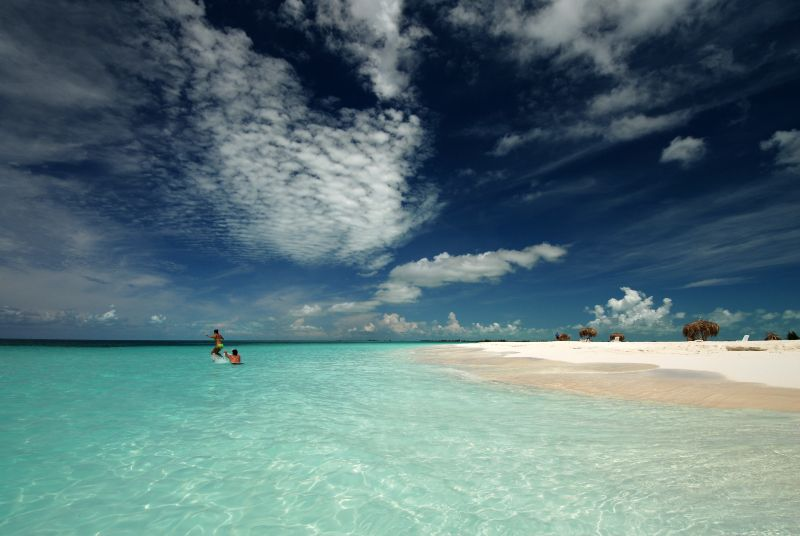
شاطئ كايو لارغو ديل سور في أرخبيل كاناريوس

مناخ البلاد استوائي، لكن الرياح التجارية القادمة من الشمال الشرقي تجعله أكثر اعتدالاً على مدار السنة. عمومًا (مع وجود بعض التغيرات المحلية)، هناك موسم أكثر جفافًا بين نوفمبر/ تشرين الثاني وأبريل / نيسان، وموسم أكثر مطرًا بين مايو / أيار وأكتوبر/ تشرين الأول. يبلغ متوسط درجات الحرارة 21 درجة مئوية في يناير / كانون الثاني و 27 درجة مئوية في تموز / يوليو. دفء البحر الكاريبي ووقوع كوبا في مدخل خليج المكسيك يجتمعان لجعل البلاد عرضة للأعاصير المتكررة. تغلب هذه الأعاصير في الفترة بين أيلول / سبتمبر وتشرين الأول / أكتوبر.

### الموارد
أهم الموارد المعدنية في كوبا هو النيكل، حيث تمتلك كوبا ثاني أكبر احتياطي في العالم بعد روسيا. تدير شركة كندية للطاقة مؤسسة كبيرة للنيكل في ماو. تعد كوبا أيضاً خامس أكبر منتج في العالم للكوبالت المكرر، كمنتج ثانوي من عملية تعدين النيكل. تشير حملات التنقيب الأخيرة على احتواء الحوض الشمالي لكوبا على ما يقرب من 4.6 مليار برميل إلى 9.3 مليار برميل من النفط. بدأت كوبا في عام 2006، اختبارات لحفر هذه المواقع لبحث إمكانية استثمارها.

## الديموغرافيا
| الإحصاءات الكوبية الرسمية 1899-2002 | الإحصاءات الكوبية الرسمية 1899-2002 | الإحصاءات الكوبية الرسمية 1899-2002 | الإحصاءات الكوبية الرسمية 1899-2002 | الإحصاءات الكوبية الرسمية 1899-2002 | الإحصاءات الكوبية الرسمية 1899-2002 | الإحصاءات الكوبية الرسمية 1899-2002 | الإحصاءات الكوبية الرسمية 1899-2002 | الإحصاءات الكوبية الرسمية 1899-2002 |
| العرق %                             | 1899                                | 1907                                | 1919                                | 1931                                | 1943                                | 1953                                | 1981                                | 2002                                |
| ----------------------------------- | ----------------------------------- | ----------------------------------- | ----------------------------------- | ----------------------------------- | ----------------------------------- | ----------------------------------- | ----------------------------------- | ----------------------------------- |
| البيض                               | 66.9                                | 69.7                                | 72.2                                | 72.1                                | 74.3                                | 72.8                                | 66.0                                | 65.05                               |
| السود                               | 14.9                                | 13.4                                | 11.2                                | 11.0                                | 9.7                                 | 12.4                                | 12.0                                | 10.08                               |
| مولاتو                              | 17.2                                | 16.3                                | 16.0                                | 16.2                                | 15.6                                | 14.5                                | 21.9                                | 24.86                               |
| آسيويون                             | 1.0                                 | 0.6                                 | 0.6                                 | 0.7                                 | 0.4                                 | 0.3                                 | 0.1                                 | ?                                   |

### الهجرة إلى كوبا
بين عامي 1882 و 1898، هاجر نحو 508,455 شخص من إسبانيا، كما هاجر أكثر من 750,000 مهاجر إسباني إلى كوبا بين عامي 1899 و 1923، رغم عودة العديدين منهم إلى إسبانيا.

### الهجرة الكوبية
في النصف الأخير من القرن الماضي، هاجر مئات الآلاف من الكوبيين من كافة الطبقات الاجتماعية إلى الولايات المتحدة، وإسبانيا والمملكة المتحدة وكندا والمكسيك وبلدان أخرى. في 9 سبتمبر/ أيلول 1994، اتفقت الولايات المتحدة وكوبا على أن تمنح الولايات المتحدة تأشيرات دخول لما لا يقل عن 20,000 شخص سنوياً في مقابل تعهد كوبا بمنع الخروج غير المشروع من الجزيرة.

### الديموغرافيا الحالية
| الهجرة الكوبية الرسمية إلى الولايات المتحدة | الهجرة الكوبية الرسمية إلى الولايات المتحدة | الهجرة الكوبية الرسمية إلى الولايات المتحدة | الهجرة الكوبية الرسمية إلى الولايات المتحدة | الهجرة الكوبية الرسمية إلى الولايات المتحدة | الهجرة الكوبية الرسمية إلى الولايات المتحدة |
| سنة الهجرة                                  | البيض                                       | السود                                       | آخرون                                       | آسيويون                                     | العدد                                       |
| ------------------------------------------- | ------------------------------------------- | ------------------------------------------- | ------------------------------------------- | ------------------------------------------- | ------------------------------------------- |
| 1959–64                                     | 93.3                                        | 1.2                                         | 5.3                                         | 0.2                                         | 144,732                                     |
| 1965–74                                     | 87.7                                        | 2.0                                         | 9.1                                         | 0.2                                         | 247,726                                     |
| 1975–79                                     | 82.6                                        | 4.0                                         | 13.3                                        | 0.1                                         | 29,508                                      |
| 1980                                        | 80.9                                        | 5.3                                         | 13.7                                        | 0.1                                         | 94,095                                      |
| 1981–89                                     | 85.7                                        | 3.1                                         | 10.9                                        | 0.3                                         | 77,835                                      |
| 1990–93                                     | 84.7                                        | 3.2                                         | 11.9                                        | 0.2                                         | 60,244                                      |
| 1994–2000                                   | 85.8                                        | 3.7                                         | 10.4                                        | 0.7                                         | 174,437                                     |
| الكلي                                       | 87.2                                        | 2.9                                         | 10.7                                        | 0.2                                         | 828,577                                     |

وفقًا لتعداد عام 2002، بلغ عدد سكان كوبا 11,177,743 نسمة (5,597,233 رجل و 5,580,510 امرأة). أما التركيبة العرقية فتشمل 7,271,962 من البيض و 1,126,894 من السود و 2,778,923 من المولاتوس أو (المستيزو). يمتلك الشعب الكوبي أصولاً معقدة جدًا، حيث أن التزاوج بين المجموعات العرقية متنوع وشامل. هناك خلاف حول الإحصائيات العرقية، يقول معهد الدراسات الكوبية والكوبية الأمريكية في جامعة ميامي أن 62 ٪  من السكان هم من السود، في حين أن الإحصاءات الرسمية تحدد نسبة 65.05 ٪ من البيض في عام 2002. مجموعة حقوق الأقليات الدولية، تقول أن «التقييم الموضوعي لوضع الأفروكوبيين ما زال معضلة بسبب السجلات الضئيلة وندرة الدراسات المنتظمة على حد سواء قبل وبعد الثورة». تتنوع التقديرات المئوية للسكان المنحدرين من أصل أفريقي في كوبا تنوعًا واسعًا حيث تتراوح بين 33.9% و 62%.
لعبت الهجرة والهجرة المعاكسة دورًا بارزًا في الصورة الديموغرافية لكوبا خلال القرن العشرين. خلال القرنين السابقين وبداية القرن العشرين، وصلت مجموعات كبيرة من المهاجرين من جزر الكناري والكتالانيين والأندلسيين والغاليكيين بالإضافة إلى غيرهم من الإسبان. وبين عامي 1900 و 1930، وصل ما يقرب من مليون إسباني إلى كوبا. من المهاجرين الأجانب الآخرين: الفرنسيون والبرتغاليون والإيطاليون والروس والهولنديون واليونانيون والبريطانيون والإيرلنديون ومجموعات عرقية أخرى، بما في ذلك عدد قليل من المنحدرين من مواطني الولايات المتحدة الذين وصلوا إلى كوبا في أواخر القرن التاسع عشر وأوائل القرن العشرين.
يوجد في كوبا عدد كبير نوعًا ما من الشعوب الآسيوية الذين يشكلون 1 ٪ من السكان. يعود أغلبهم أصلاً إلى الصين وتليها اليابان والفلبين وكوريا وفيتنام، وهم أحفاد عمال المزارع الذين جلبوا إلى الجزيرة من قبل المقاولين الأمريكيين والإسبان خلال القرن التاسع عشر ومطلع القرن العشرين. يعود أصول أغلب الكوبيون من أصل أفريقي أساسًا إلى شعب الكونغو. بالإضافة إلى ذلك عدة آلاف من اللاجئين من شمال أفريقيا وبالأخص العرب الصحراويون من الصحراء الغربية في إطار الحكم المغربي للمنطقة منذ عام 1976.
يبلغ معدل الولادات في كوبا (9.88 ولادة لكل ألف من السكان في عام 2006)  وهو واحد من أدنى المعدلات في نصف الكرة الغربي. زاد عدد سكانها بشكل مستمر من نحو 7 ملايين في عام 1961 إلى أكثر من 11 مليون حاليًا، ولكن توقفت الزيادة في العقود القليلة الماضية وبدأ الانخفاض في عام 2006، حيث بلغ معدل الخصوبة 1.43 طفل لكل امرأة. يعد هذا الانخفاض في معدلات الخصوبة من بين أعلاها في نصف الكرة الغربي. تبيح قوانين كوبا الإجهاض قانونًا حيث وصلت نسبة الإجهاض إلى 58.6 لكل 1000 حالة حمل في عام 1996، مقارنة بمتوسط قدره 35 في منطقة البحر الكاريبي، و 27 في أمريكا اللاتينية عمومًا و 48 في أوروبا. يقدر نسبة من يستخدمون وسائل منع الحمل بـ 79 ٪ (وهي من النسب المرتفعة في بلدان نصف الكرة الغربي).

### الدين
<div style="border:solid transparent;position:absolute;width:100px;line-height:0;
رسميًا، كوبا دولة علمانية (اعتبرت الكنائس لوقت طويل جبهات للنشاط السياسي التخريبي، لكن عكس مسار الحكومة، في عام 1992 حيث عدل الدستور لوصف الدولة بأنها علمانية بدلا من ملحدة). لكن يوجد في البلاد العديد من الديانات التي تمثل تنوع الثقافة في البلاد. تعد الكنيسة الرومانية الكاثوليكية أكبر الأديان وجلبها الإسبان إلى الجزيرة. ينضوي تحت الكنيسة 11 أبرشية و 56 ديرًا للراهبات و 24 للرهبان. وفي كانون الثاني من عام 1998، قام البابا يوحنا بولس الثاني بزيارة تاريخية إلى الجزيرة، مدعوًا من جانب الحكومة الكوبية والكنيسة الكاثوليكية. يتميز المشهد الديني في كوبا أيضًا، بشدة دمج الديانات من مختلف الأنواع. تمارس الكاثولوكية غالباً جنبًا إلى جنب مع «سانتيريا» وهي مزيج من الكاثوليكية وغيرها من الأديان الأفريقية. «عذراء كوبرى» هي الراعية الكاثوليكية في كوبا ورمز الثقافة الكوبية. حيث جرت مقارنتها في سانتيريا بالآلهة «أوشون».
في تقديرات كتاب حقائق العالم لوكالة المخابرات المركزية عام 2020 فإن نسبة المسيحيين 58.9%، والا دينيين 23.2% والديانات الشعبية 17.6% وديانات أخرى (0.3%).
وجدت دراسة استقصائية أجرتها منظمة Observa Cuba في عام 2022 أن 49٪ فقط من السكان يعتنقون دينًا. في استطلاع عام 2015 برعاية Univision، قال 44% من الكوبيين إنهم غير متدينين ولم يعط 9% إجابة بينما قال 34% فقط أنهم متدينون. تقدر نسبة العضوية في الكنائس البروتستانتية بـ 5 بالمائة وتشمل المعمدانيين، العنصرة، السبتيين، المشيخيين، الأنجليكانيين، الميثوديين، جمعية الأصدقاء الدينية (الكويكرز) واللوثريين. في العقود الأخيرة، شهدت البروتستانتية بعض الازدهار، تشمل الطوائف المسيحية الأخرى الكنيسة الأرثوذكسية اليونانية، والكنيسة الأرثوذكسية الروسية، وشهود يهوه، وكنيسة يسوع المسيح لقديسي الأيام الأخيرة.
تشمل ديانات الأقليات غير المسيحية في كوبا الهندوسية والدين الشعبي الصيني، حيث يمثل كل منهما 0.2% من السكان، بالإضافة إلى الديانة البهائية والبوذية واليهودية والإسلام والأديان الجديدة، والتي تضم جميعها عددًا لا يستهان به من الأتباع. أقل من 0.1% من سكان كوبا. بالإضافة إلى ما سبق، أعلن 18.0% من الكوبيين أنهم لا أدريين و5.1% أعلنوا أنهم ملحدين.
ينتمي للطوائف البروتستانتية والتي يبلغ عددها 54 في الجزيرة 300 ألف شخص. تنمو الكنيسة الخمسينية بسرعة في السنوات الأخيرة حيث تضم جمعيات الله وحده في عضويتها أكثر من 100,000 شخص. يوجد في كوبا أيضًا جاليات صغيرة من اليهود والمسلمين والبهائيين. تعود غالبية اليهود الكوبيين إلى اليهود البولنديين والروس الذين هربوا من مذابح الأشكنازي في بداية القرن العشرين. كما يوجد أيضًا عدد كبير نسبيًا من اليهود السفارديم في كوبا والذين تعود أصولهم إلى تركيا. يعيش معظم هؤلاء اليهود السفارديم في المحافظات على الرغم من وجود كنيس لهم في هافانا.

## التعليم

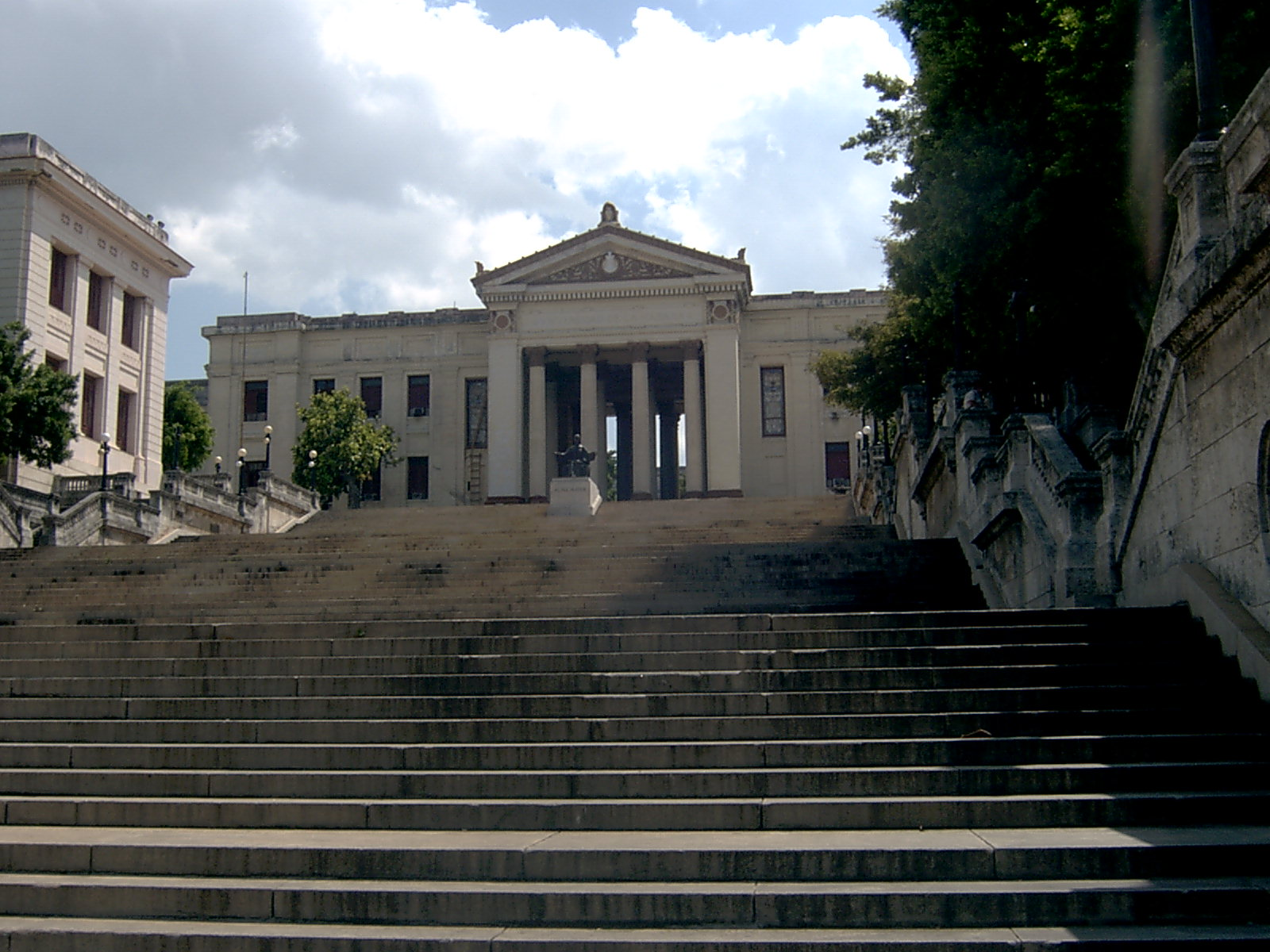
جامعة هافانا تأسست عام 1728.

تمتلك كوبا تاريخًا عريقًا في مجال التعليم، فقد تأسست جامعة هافانا في عام 1728. كما توجد بها أيضًا العديد من الكليات والجامعات الجيدة. في عام 1957 وقبل استيلاء كاسترو على السلطة، كانت نسبة التعليم الرابعة في المنطقة بما يقرب من 80 ٪ وفقًا للأمم المتحدة وهي نسبة أعلى مما كان عليه الحال في إسبانيا. أقام كاسترو نظامًا يعتمد تمامًا على الدولة وحظر المؤسسات الخاصة. التسجيل في المدارس إلزامي من سن السادسة حتى نهاية التعليم الثانوي الأساسي (عادة في سن الـ 15)، كما يرتدي جميع الطلاب بغض النظر عن السن أو الجنس زيًا مدرسيًا يدل لونه على مستوى الصف. يستمر التعليم الابتدائي لمدة ست سنوات، بينما ينقسم التعليم الثانوي إلى أساسي وما قبل جامعي.
التعليم العالي يضم الجامعات والمعاهد العليا والمعاهد التربوية العليا ومعاهد الفنون التطبيقية العليا. تدير وزارة التعليم العالي الكوبية أيضًا نظام للتعليم عن بعد، والذي يوفر دورات عادية في فترات ما بعد الظهر وفي المساء في المناطق الريفية للعمال الزراعيين. يتلقى التعليم دعم سياسي وإيديولوجي قوي، ويفترض من الطلاب المتقدمين في المراحل التعليمية أن يلتزموا بتحقيق أهداف الحكومة الكوبية. تقدم كوبا أيضًا تعليمًا حكوميًا لعدد محدود من الرعايا الأجانب في كلية أمريكا اللاتينية للطب. خدمات الإنترنت محدودة، كما أن معدات الكمبيوتر تخضع للرقابة. كما يتم مراقبة البريد الإلكتروني عن كثب.
يظهر المحتوى الايديولوجي قويًا، وتستند السياسة التعليمية والثقافية إلى الفكر الماركسي. لكل طفل ملف يرافقه مدى الحياة، مدوّن فيه «مدى إيمانه بالثورة». تعتمد الخيارات الفردية في الجامعة على مدى تكامل الشخص في الأيديولوجية الماركسية فضلاً عن الحصول على إذن من لجنة «الدفاع عن الثورة». ينص قانون الأطفال والشباب والأسرة، على أن أحد الوالدين الذي يدرس أطفاله أفكارًا تتعارض مع الشيوعية، يمكن أن يحكم عليه بالسجن لثلاث سنوات.

## الصحة
تعرف كوبا تاريخيًا بارتفاع أعداد العاملين في المجال الطبي، وقدمت مساهمات كبيرة للصحة العالمية منذ القرن التاسع عشر. تمتلك كوبا اليوم نظام رعاية صحية عالمي مجاني، رغم أزمة نقص الموارد الطبية. لا يوجد نقص في العاملين في المجال الطبي. الرعاية الصحية الأولية متاحة في جميع أنحاء الجزيرة، ووفيات الرضع ومعدلات وفيات الأمهات أفضل من مثيلاتها في الدول المتقدمة.
شهدت مرحلة ما بعد الثورة في الستينيات تدهورًا شاملاً من حيث الأمراض ومعدلات وفيات الرضع، حيث غادر البلاد نصف عدد أطبائها البالغ عددهم 6,000. عادت البلاد إلى حالتها الطبيعية في الثمانينيات، وأكدت الحكومة الشيوعية على توفير الرعاية الصحية الشاملة حيث أصبحت ذات أولوية في خطط الدولة، وبدأ التقدم في المناطق الريفية. على غرار بقية قطاعات الاقتصاد الكوبي، عانت الرعاية الطبية الكوبية من نقص شديد في المواد بعد سقوط الاتحاد السوفيتي في عام 1991، وما تبعه من تشديد الحظر الأمريكي عام 1992.
تشمل التحديات الحالية الأجور المنخفضة للأطباء (فقط 15 دولار شهرياً) وسوء المرافق وضعف احتياطيات المعدات والنقص المتكرر للأدوية الأساسية. مع ذلك تمتلك كوبا أعلى نسبة أطباء بالنسبة لتعداد السكان، كما أرسلت الآلاف من الأطباء إلى أكثر من 40 بلداً حول العالم.
وفقًا للأمم المتحدة، فإن متوسط العمر المتوقع في كوبا هو 78.3 سنة (76.2 للذكور و 80.4 للإناث). يضع هذا الأمر كوبا في المرتبة الـ 37 عالميًا والثالثة في الأمريكتين بعد كندا وتشيلي فقط وقبل الولايات المتحدة مباشرة. معدل وفيات الرضع في كوبا انخفض من 32 حالة وفاة لكل 1000 مولود في عام 1957، إلى 10 حالات وفاة في 1990-1995. بينما وصل المعدل في الفترة 2000-2005 إلى 6.1 لكل 1,000 حالة ولادة (مقابل 6.8 في الولايات المتحدة). وقد اعتبر نظام الرعاية الصحية عالي الجودة المقدّم للمواطنين الكوبيين، بأنه «انتصار عظيم» للنظام الاشتراكي في كوبا.

## الثقافة

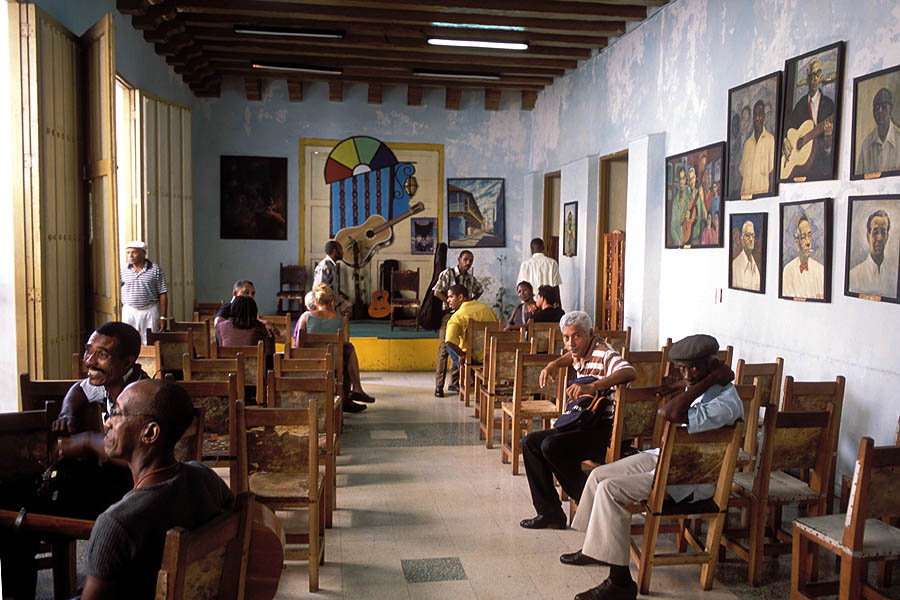
كازا دي لا تروفا في سنتياغو دي كوبا، بيت موسيقي محلي

تأثرت الثقافة الكوبية كثيرًا بالثقافات المنصهرة في بوتقتها، لا سيما تلك الواردة من إسبانيا وأفريقيا. الرياضة هي العشق الوطني لكوبا. نظرًا للارتباطات التاريخية بالولايات المتحدة، يشارك عدد كبير من المواطنين في الألعاب الرياضية التي تحظى بشعبية في أمريكا الشمالية، بعكس الرياضات التقليدية في غيرها من الدول الناطقة باللغة الإسبانية. البيسبول هي حتى الآن الأكثر شعبية؛ غيرها من الألعاب الرياضية والتسلية تشمل كرة السلة والكرة الطائرة ولعبة الكريكيت وألعاب القوى. كما تعد كوبا قوة مهيمنة في ملاكمة الهواة، حيث تحرز العديد من الميداليات باستمرار في المسابقات الدولية الكبرى.

### الموسيقى
الموسيقى الكوبية غنية جدًا، كما أكثر وسائل التعبير عن الثقافة الكوبية شيوعًا. أشهر أنماط الموسيقى هو السون، والذي أصبح أساسًا للعديد من الأنماط الموسيقية الأخرى مثل الصلصة والرومبا والمامبو وتشا-تشا-تشا. نشأت موسيقى الرومبا في وقت مبكر في الثقافة الأفروكوبية. نشأت آلة التريس أيضاً في كوبا، لكن غيرها من الأدوات الموسيقية الكوبية التقليدية تعود لأصل أفريقي و/أو تاينوي مثل ماراكاس وغويرو وماريمبا، والعديد من الطبول الخشبية بما فيها مايوهواكان. تلقى الموسيقى الشعبية الكوبية من جميع الأنماط، بإشادة واسعة النطاق في جميع أنحاء العالم. تشمل الموسيقى الكوبية التقليدية تأثيرات أفريقية وأوروبية شديدة، وتضم الأعمال السمفونية بالإضافة إلى العزف المنفرد. نجحت هذه الموسيقى في الحصول على قبول عالمي بفضل ملحنين مثل إرنستو ليكونا. كانت هافانا قلب الراب النابض في كوبا في بداية التسعينات. خلال ذاك الوقت، كانت الريغا تكسب شعبية متزايدة. نمت شعبية الرقص في كوبا جدًا خلال التسعينات.

### المطبخ الكوبي

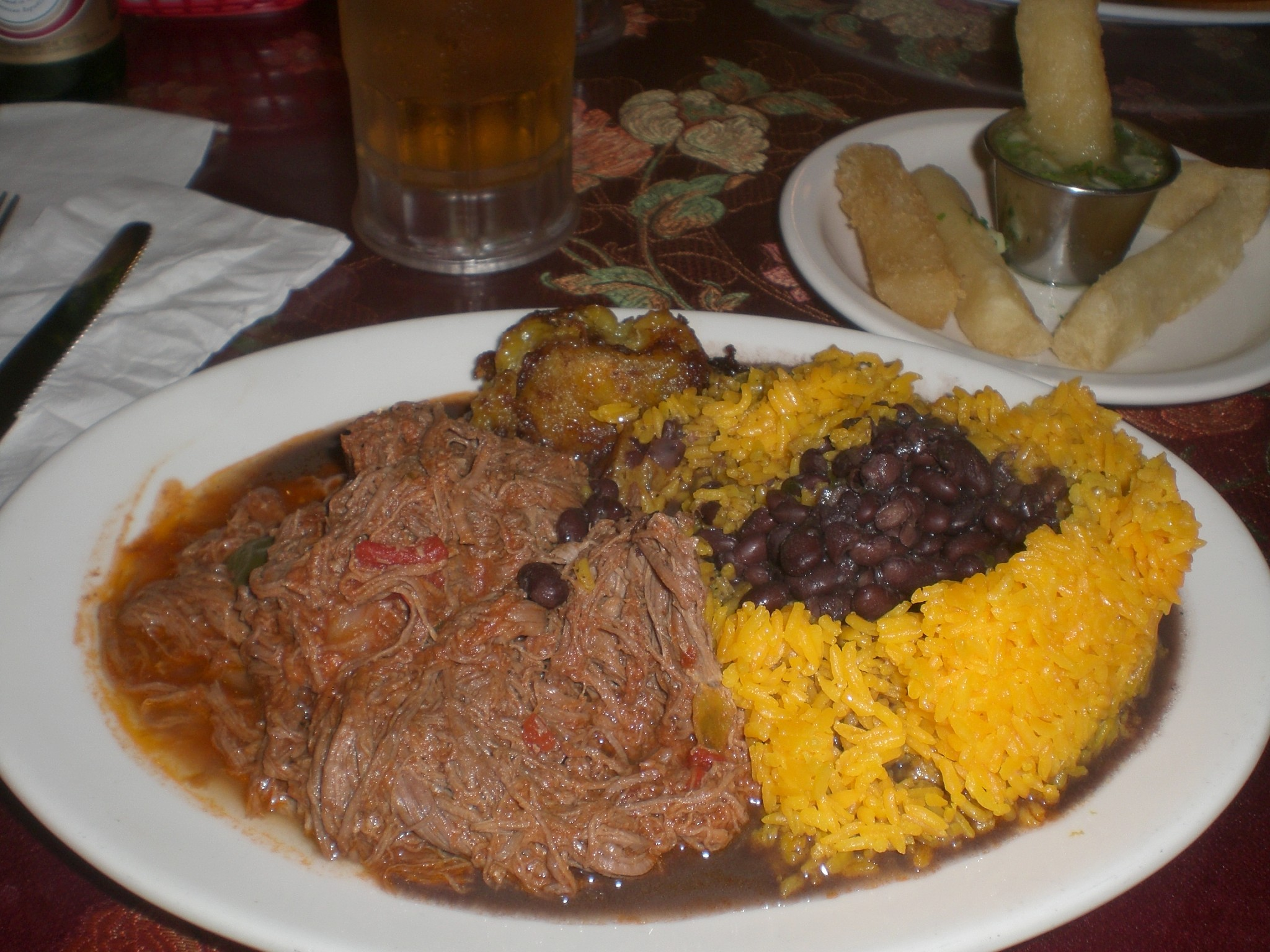
وجبة تقليدية من لحم البقر المبشور (روبا فييخا) في صلصة الطماطم، مع الفاصولياء السوداء والرز الأصفر والموز واليوكا المقلية والبيرة

المطبخ الكوبي هو مزيج من المطبخ الإسباني والمطبخ الكاريبي. تماثل الوصفات الكوبية توابل وتقنيات الطبخ الإسبانية مع بعض التأثير الكاريبي في النكهة والتوابل. حاليًا وبسبب تقنين المواد الغذائية الذي يطبق في كوبا منذ أربعة عقود، لم تعد هذه الأطباق شائعة. لا تقدم الوجبة الكوبية التقليدية على أقسام، بل تقدم كل الأطباق سوية. يمكن أن تتكون الوجبة النموذجية من الموز والفاصوليا السوداء والأرز، روبا فييخا (لحم بقر مفروم) وخبز كوبي ولحم الخنزير والبصل والفواكة الاستوائية. الفاصوليا السوداء والأرز (يشار إليهما باسم بلاتيو موروس أي كريستيانوس «اختصاراً موروس») والموز مكونات أساسية في الغذاء الكوبي. تطهى العديد من أطباق اللحوم ببطء مع الصلصات الخفيفة. الثوم والكمون والزعتر وأوراق الغار هي التوابل الأكثر استخدامًا.

### الأدب
أنتجت كوبا الكثير من الأعمال الأدبية، حيث بدأ الأدب الكوبي في أوائل القرن التاسع عشر. هيمنت مواضيع الاستقلال والحرية على أدب «خوسيه مارتي» الذي قاد حركة الحداثة في الأدب الكوبي. كتاب مثل نيكولاس غيين وخوسيه تاليت، ركّزوا على الأدب كوسيلة للاحتجاج الاجتماعي. كما كان شعر وروايات دولسي ماريا لويناز وخوسيه ليزاما ليما أيضًا مؤثرًا. بينما كتب الروائي الرومانسي ميغيل بارنيت رواية «الجميع يحلم بكوبا» التي تعكس المزيد من الكآبة في كوبا. الكتاب مثل رينالدو اريناس وغييرمو كابريرا إنفانتي ومؤخراً دانيا تشافيانو وبيدرو خوان غوتيريز وزوي فالديس وغييرمو روزاليس وليوناردو بادورا، عُرفوا على المستوى الدولي في عصر ما بعد الثورة، على الرغم من أن العديد من هؤلاء الكتاب وجدوا أنفسهم مضطرين لمواصلة عملهم في المنفى، بسبب السيطرة الإيديولوجية من قبل السلطات الكوبية على وسائل الإعلام.

## التصنيفات الدولية
| منظمات                        | الدراسة              | ترتيب     |
| ----------------------------- | -------------------- | --------- |
| معهد الاقتصاد والسلام         | مؤشر السلام العالمي  | 68 من 144 |
| برنامج الأمم المتحدة الإنمائي | مؤشر التنمية البشرية | 51 من 182 |
| الشفافية الدولية              | مؤشر الفساد          | 61 من 180 |

## الأعياد والعطلات الرسمية
| التاريخ          | الاسم                                          | الاسم المحلي                          | ملاحظات |
| ---------------- | ---------------------------------------------- | ------------------------------------- | --- |
| 1 يناير          | يوم الحرية                                     | Día de la Liberación                  | يوم انتصار الثورة بقيادة فيدل كاسترو في عام 1959، التي أطاحت بفولجنسيو باتيستا، والتي شكلت الحكومة حينئذ في كوبا. |
| 1 مايو           | يوم العمال العالمي                             | Dia Internacional de los Trabajadores | يُحتفل به في العالم كله. |
| 25 و26 و27 يوليو | ذكرى الهجوم على ثكنة مونكادا، في 26 يوليو 1953 | Día de la Rebeldía Nacional           | في صباح 26 يوليو 1953، هاجم نحو 160 من الرجال تحت قيادة فيديل كاسترو حامية مونكادا للجيش في سانتياغو دي كوبا، ثاني أكبر مدينة. وعلى الرغم من فشل العملية، ينظر إليها كبداية تمرد كاسترو الذي نحى فولجنسيو باتيستا عن السلطة. هناك عادة يومين أو ثلاثة أيام معا كعطلة رسمية. |
| 10 أكتوبر        | نداء يارا، أو عيد الاستقلال                    | Grito de Yara                         | في مثل هذا اليوم من عام 1868، بدأت حرب العشر سنوات، التي كانت أول محاولة لاستقلال البلاد عن القوة الاستعمارية الإسبانية. |
| 25 ديسمبر        | عيد الميلاد                                    | Navidad                               | ألغت الحكومة هذا اليوم منذ سنة 1969، ليبدأ الاحتفال به مجددا بعد زيارة البابا يوحنا بولس الثاني لكوبا في سنة 1998. |

## مواضيع ذات صلة
- جوانتنامو
- جزيرة الشباب
- الثورة الكوبية
- جزر الأنتيل الكبرى
- الترتيب العالمي من كوبا
- قائمة من الكوبيين معروف حسنا / مشاهير
- قائمة البلدان الجزرية
- قائمة من الأماكن في كوبا
- التلفزيون سيرانا

## وصلات خارجية
- معرض الصور
- Government of Cuba
- أطلس ويكيميديا حول Cuba
- Chief of State and Cabinet Members
- Cuba  على كتاب حقائق العالم
- Cuba from UCB Libraries GovPubs
- كوبا على مشروع الدليل المفتوح
- Map of Cuba (Political) 1994 C.I.A./Univ. of Texas, Austin
- Welcome To Cuba – slideshow by لايف magazine
- fotopedia.com, Selected photos of Cuba
- "Latin American Studies: United States-Cuba Relations". مؤرشف من الأصل في 2019-08-08., a comprehensive resource part of a website created by Dr. Antonio Rafael de la Cova of Indiana University.
- Key Development Forecasts for Cuba from International Futures
- Salim Lamrani, an interview with ريكاردو ألاركون، President of the Cuban Parliament, Huffington Post, Spring, 2012:
  - Cuba Meets the Challenges of the 21st Century, Part I
  - Cuba Meets the Challenges of the 21st Century, Part II
  - Cuba Meets the Challenges of the 21st Century, Part III
  - Cuba Meets the Challenges of the 21st Century, Part IV
  - Cuba Meets the Challenges of the 21st Century, Part V

1. ↑  أقوى منصب سياسي هو منصب السكرتير الأول للحزب الشيوعي الكوبي، وليس الرئيس. يسيطر السكرتير الأول على المكتب السياسي والأمانة العامة، وهما أعلى هيئتين لصنع القرار في كوبا، مما يجعل صاحب المنصب هو القائد الفعلي لكوبا.